# Championnat du monde de Formule 1 2025
Navigation
2024 2026
Le championnat du monde de Formule 1 2025 est la 76e édition du championnat du monde de Formule 1. La saison, qui débute le 16 mars et s'achève le 7 décembre, comprend comme l'exercice précédent un record de vingt-quatre Grand Prix. Dans un ordre légèrement différent, le Grand Prix d'Australie retrouvant notamment sa position de manche d'ouverture, ils sont les mêmes qu'en 2024.
Le plateau est marqué par de nombreux mouvements, avec notamment l'arrivée du septuple champion du monde Lewis Hamilton chez Ferrari, où il rejoint Charles Leclerc, et la promotion de plusieurs jeunes pilotes, comme Andrea Kimi Antonelli chez Mercedes, Gabriel Bortoleto chez Sauber, Jack Doohan chez Alpine, Oliver Bearman chez Haas, Liam Lawson chez Red Bull et Isack Hadjar chez Racing Bulls.
La règle du point bonus attribué à l'auteur du meilleur tour en course s'il se classe parmi les dix premiers, instaurée en 2019, est abandonnée à partir de cette saison. Celle-ci est par ailleurs la dernière avec la réglementation moteur mise en place depuis 2014 et la réglementation châssis et aérodynamique en vigueur depuis  2022.

## Repères en début de saison

### Pilotes
- Lewis Hamilton en 2008, 2014, 2015, 2017, 2018, 2019 et 2020, Max Verstappen en 2021, 2022, 2023 et  2024, et Fernando Alonso en 2005 et 2006, sont les trois champions du monde en activité ;
- Fernando Alonso, avec 401 départs en Grand Prix à l'entame de la saison, est le pilote ayant le plus d'expérience devant Lewis Hamilton (356 départs) et Nico Hülkenberg (227 départs) ; il dispute sa vingt-deuxième saison en Formule 1 ;
- Lewis Hamilton est le pilote engagé en 2025 totalisant le plus de points (4 852,5 points), devant Max Verstappen (3 023,5 points) et Fernando Alonso (2 337 points) ;
- Dix des vingt pilotes engagés en 2025 ont déjà remporté au moins un Grand Prix : Lewis Hamilton (105 victoires, record), Max Verstappen (63 victoires), Fernando Alonso (32 victoires), Charles Leclerc (8 victoires), Lando Norris (4 victoires), Carlos Sainz Jr. (4 victoires), George Russell (3 victoires), Oscar Piastri (2 victoires), Pierre Gasly (1 victoire) et Esteban Ocon (1 victoire).

Duos de pilotes reconduits :
- Lando Norris et Oscar Piastri chez McLaren ;
- Fernando Alonso et Lance Stroll chez Aston Martin.

Départs :
- Kevin Magnussen n'est pas conservé en tant que titulaire par Haas F1 Team ;
- Logan Sargeant, déjà remplacé par Franco Colapinto depuis le Grand Prix d'Italie 2024, quitte Williams Racing[1] ;
- Daniel Ricciardo, déjà remplacé par Liam Lawson depuis le Grand Prix des États-Unis 2024, quitte Racing Bulls ;
- Valtteri Bottas n'est pas conservé par Kick Sauber[2] ; il revient chez Mercedes en tant que pilote de réserve[3] ;
- Zhou Guanyu n'est pas conservé par Kick Sauber[2] ; il rejoint Ferrari en tant que pilote de réserve[4] ;
- Sergio Pérez n'est pas conservé par Red Bull Racing[5] ;
- Franco Colapinto, titulaire durant la seconde partie de la saison 2024 chez Williams, devient pilote d'essais pour Alpine[6].

Transferts :
- Esteban Ocon, non reconduit par Alpine, rejoint Haas F1 Team[7],[8] ;
- Lewis Hamilton quitte Mercedes pour rejoindre Ferrari ;
- Nico Hülkenberg quitte Haas F1 Team pour Kick Sauber, rejoignant ainsi le projet Audi en Formule 1 à partir de 2026[9] ;
- Carlos Sainz Jr., non conservé par Ferrari, rejoint Williams Racing[10].

Transferts en cours de saison :
- Après le Grand Prix de Chine, Red Bull Racing remplace Liam Lawson par Yuki Tsunoda qui a débuté la saison chez Racing Bulls ; Lawson fait le chemin inverse[11].
- Après le Grand Prix de Miami, Alpine F1 Team remplace Jack Doohan par Franco Colapinto qui a débuté la saison comme pilote-essayeur ; Doohan fait le parcours inverse[12].

Débuts en tant que pilote titulaire :
- Oliver Bearman arrive chez Haas F1 Team[13] ;
- Jack Doohan arrive chez Alpine F1 Team[14] ;
- Andrea Kimi Antonelli arrive chez Mercedes[15] ;
- Gabriel Bortoleto arrive chez Kick Sauber[16] ;
- Liam Lawson arrive chez Red Bull Racing[17] ;
- Isack Hadjar arrive chez Racing Bulls[18],[19] ;

### Essais hivernaux
Les essais de pré-saison 2025 se déroulent sur le circuit de Bahreïn, du 26 au 28 février. Pour la première fois depuis 2020, le premier Grand Prix de la saison ne se tient pas à la suite de ces essais, sur le même circuit. Le meilleur temps des six séances d'essais est l'œuvre de Carlos Sainz, au volant de la Williams FW47. Alors que l'attention de tous les observateurs était polarisée par les premiers essais officiels de Lewis Hamilton au volant d'une Ferrari, la McLaren MCL39 a fait forte impression avec des solutions techniques à la limite de la légalité.
| Date       | Session | Pilote le plus rapide | Écurie   | Meilleur tour  |
| ---------- | ------- | --------------------- | -------- | -------------- |
| 26 février | 1       | Andrea Kimi Antonelli | Mercedes | 1 min 31 s 428 |
| 26 février | 2       | Lando Norris          | McLaren  | 1 min 30 s 430 |
| 27 février | 1       | Lewis Hamilton        | Ferrari  | 1 min 29 s 379 |
| 27 février | 2       | Carlos Sainz          | Williams | 1 min 29 s 348 |
| 28 février | 1       | Charles Leclerc       | Ferrari  | 1 min 30 s 811 |
| 28 février | 2       | George Russell        | Mercedes | 1 min 29 s 545 |

## Pilotes et monoplaces
Le 18 février 2025, Liberty Media, la FIA et les dix équipes engagées organisent une présentation groupée de l'ensemble des livrées de leurs monoplaces et des pilotes à l'O2 Arena de Londres. Lors d'un spectacle son et lumière, chaque équipe dévoile la livrée de la saison durant sept minutes. Dans le même temps, certaines équipes, comme Ferrari, présentent sur les réseaux sociaux leur nouvelle monoplace,.
| Écuries                                     | Constructeurs | Châssis                           | Moteurs    | Pneus | Directeurs d'équipe                       | No | Pilotes               | Pilotes de réserve et de développement                         |
| ------------------------------------------- | ------------- | --------------------------------- | ---------- | ----- | ----------------------------------------- | -- | --------------------- | -------------------------------------------------------------- |
| McLaren Formula 1 Team                      | McLaren       | McLaren MCL39                     | Mercedes   | P     | Andrea Stella                             | 4  | Lando Norris          | Patricio O'Ward Alex Dunne                                     |
| McLaren Formula 1 Team                      | McLaren       | McLaren MCL39                     | Mercedes   | P     | Andrea Stella                             | 81 | Oscar Piastri         | Patricio O'Ward Alex Dunne                                     |
| Scuderia Ferrari HP                         | Ferrari       | Ferrari SF-25                     | Ferrari    | P     | Frédéric Vasseur                          | 16 | Charles Leclerc       | Antonio Giovinazzi Zhou Guanyu Dino Beganovic                  |
| Scuderia Ferrari HP                         | Ferrari       | Ferrari SF-25                     | Ferrari    | P     | Frédéric Vasseur                          | 44 | Lewis Hamilton        | Antonio Giovinazzi Zhou Guanyu Dino Beganovic                  |
| Oracle Red Bull Racing                      | Red Bull      | Red Bull RB21                     | Honda RBPT | P     | Christian Horner Laurent Mekies           | 1  | Max Verstappen        | Ayumu Iwasa Arvid Lindblad                                     |
| Oracle Red Bull Racing                      | Red Bull      | Red Bull RB21                     | Honda RBPT | P     | Christian Horner Laurent Mekies           | 22 | Yuki Tsunoda          | Ayumu Iwasa Arvid Lindblad                                     |
| Oracle Red Bull Racing                      | Red Bull      | Red Bull RB21                     | Honda RBPT | P     | Christian Horner Laurent Mekies           | 30 | Liam Lawson           | Ayumu Iwasa Arvid Lindblad                                     |
| Mercedes-AMG PETRONAS Formula One Team      | Mercedes      | Mercedes-AMG F1 W16 E Performance | Mercedes   | P     | Toto Wolff                                | 12 | Andrea Kimi Antonelli | Valtteri Bottas Frederik Vesti                                 |
| Mercedes-AMG PETRONAS Formula One Team      | Mercedes      | Mercedes-AMG F1 W16 E Performance | Mercedes   | P     | Toto Wolff                                | 63 | George Russell        | Valtteri Bottas Frederik Vesti                                 |
| Aston Martin Aramco Formula One Team        | Aston Martin  | Aston Martin AMR25                | Mercedes   | P     | Andy Cowell                               | 14 | Fernando Alonso       | Felipe Drugovich                                               |
| Aston Martin Aramco Formula One Team        | Aston Martin  | Aston Martin AMR25                | Mercedes   | P     | Andy Cowell                               | 18 | Lance Stroll          | Felipe Drugovich                                               |
| BWT Alpine Formula One Team                 | Alpine        | Alpine A525                       | Renault    | P     | Oliver Oakes Dave Greenwood Steve Nielsen | 7  | Jack Doohan           | Paul Aron Jack Doohan Kush Maini Franco Colapinto Ryō Hirakawa |
| BWT Alpine Formula One Team                 | Alpine        | Alpine A525                       | Renault    | P     | Oliver Oakes Dave Greenwood Steve Nielsen | 10 | Pierre Gasly          | Paul Aron Jack Doohan Kush Maini Franco Colapinto Ryō Hirakawa |
| BWT Alpine Formula One Team                 | Alpine        | Alpine A525                       | Renault    | P     | Oliver Oakes Dave Greenwood Steve Nielsen | 43 | Franco Colapinto      | Paul Aron Jack Doohan Kush Maini Franco Colapinto Ryō Hirakawa |
| MoneyGram Haas F1 Team                      | Haas          | Haas VF-25                        | Ferrari    | P     | Ayao Komatsu                              | 31 | Esteban Ocon          | Kevin Magnussen Ryō Hirakawa                                   |
| MoneyGram Haas F1 Team                      | Haas          | Haas VF-25                        | Ferrari    | P     | Ayao Komatsu                              | 87 | Oliver Bearman        | Kevin Magnussen Ryō Hirakawa                                   |
| Visa Cash App Racing Bulls Formula One Team | Racing Bulls  | Racing Bulls VCARB 02             | Honda RBPT | P     | Laurent Mekies Alan Permane               | 6  | Isack Hadjar          | Ayumu Iwasa                                                    |
| Visa Cash App Racing Bulls Formula One Team | Racing Bulls  | Racing Bulls VCARB 02             | Honda RBPT | P     | Laurent Mekies Alan Permane               | 22 | Yuki Tsunoda          | Ayumu Iwasa                                                    |
| Visa Cash App Racing Bulls Formula One Team | Racing Bulls  | Racing Bulls VCARB 02             | Honda RBPT | P     | Laurent Mekies Alan Permane               | 30 | Liam Lawson           | Ayumu Iwasa                                                    |
| Atlassian Williams Racing                   | Williams      | Williams FW47                     | Mercedes   | P     | James Vowles                              | 23 | Alexander Albon       | Oliver Turvey Luke Browning Victor Martins                     |
| Atlassian Williams Racing                   | Williams      | Williams FW47                     | Mercedes   | P     | James Vowles                              | 55 | Carlos Sainz Jr.      | Oliver Turvey Luke Browning Victor Martins                     |
| Stake F1 Team Kick Sauber                   | Kick Sauber   | Kick Sauber C45                   | Ferrari    | P     | Mattia Binotto Jonathan Wheatley          | 5  | Gabriel Bortoleto     | Paul Aron,                                                     |
| Stake F1 Team Kick Sauber                   | Kick Sauber   | Kick Sauber C45                   | Ferrari    | P     | Mattia Binotto Jonathan Wheatley          | 27 | Nico Hülkenberg       | Paul Aron,                                                     |

Monoplaces du championnat 2025
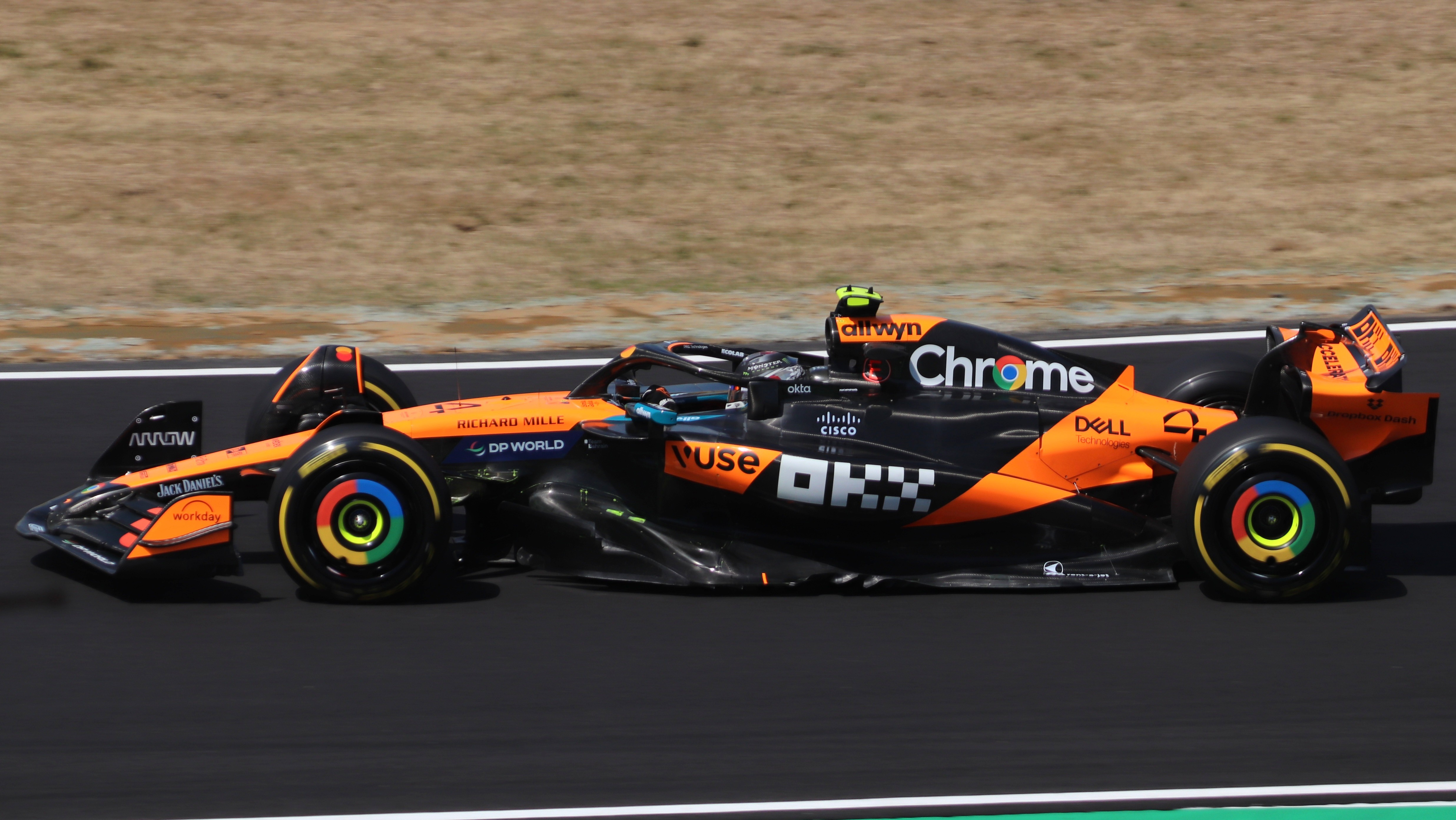
McLaren MCL39
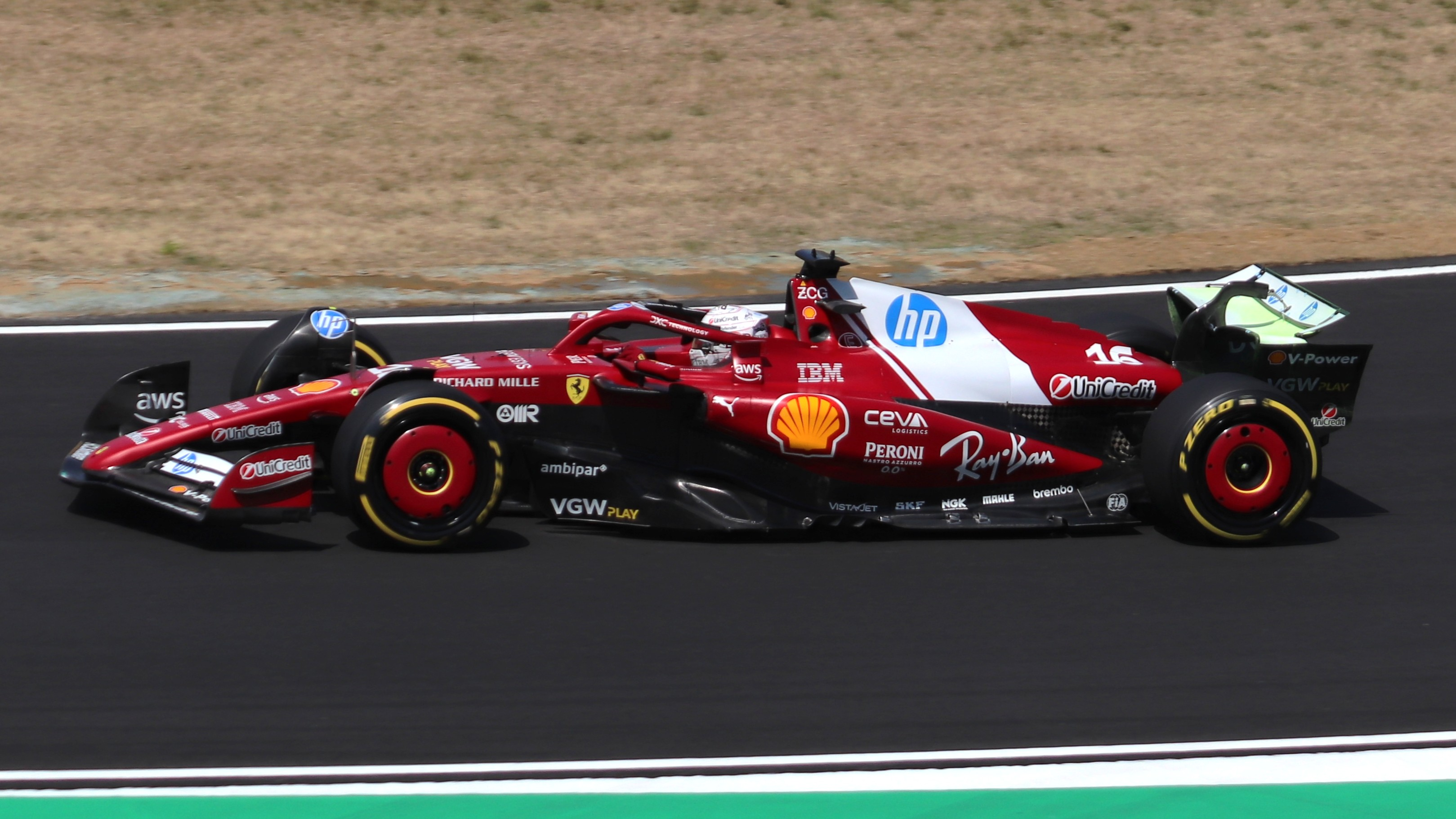
Ferrari SF-25
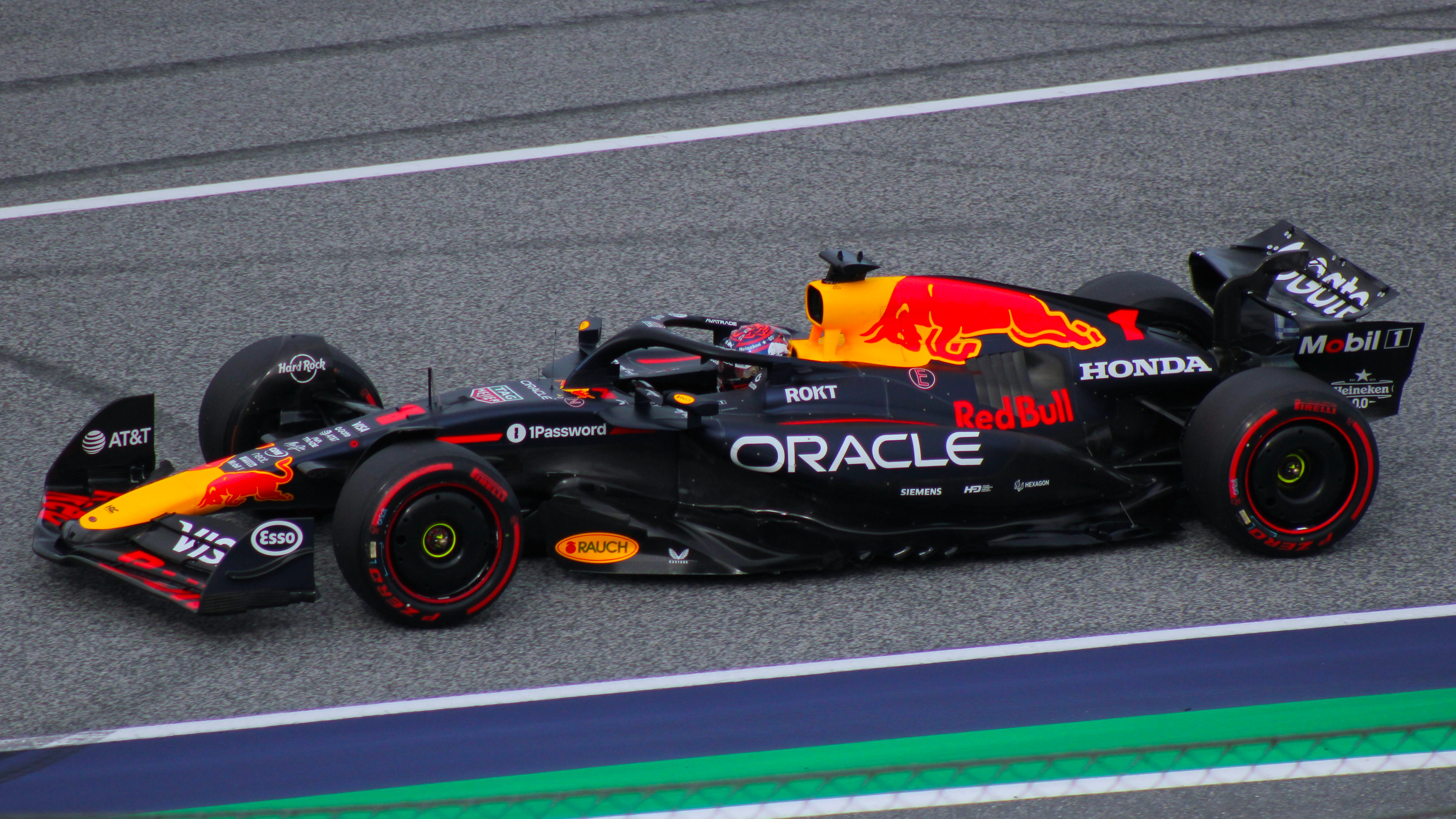
Red Bull RB21
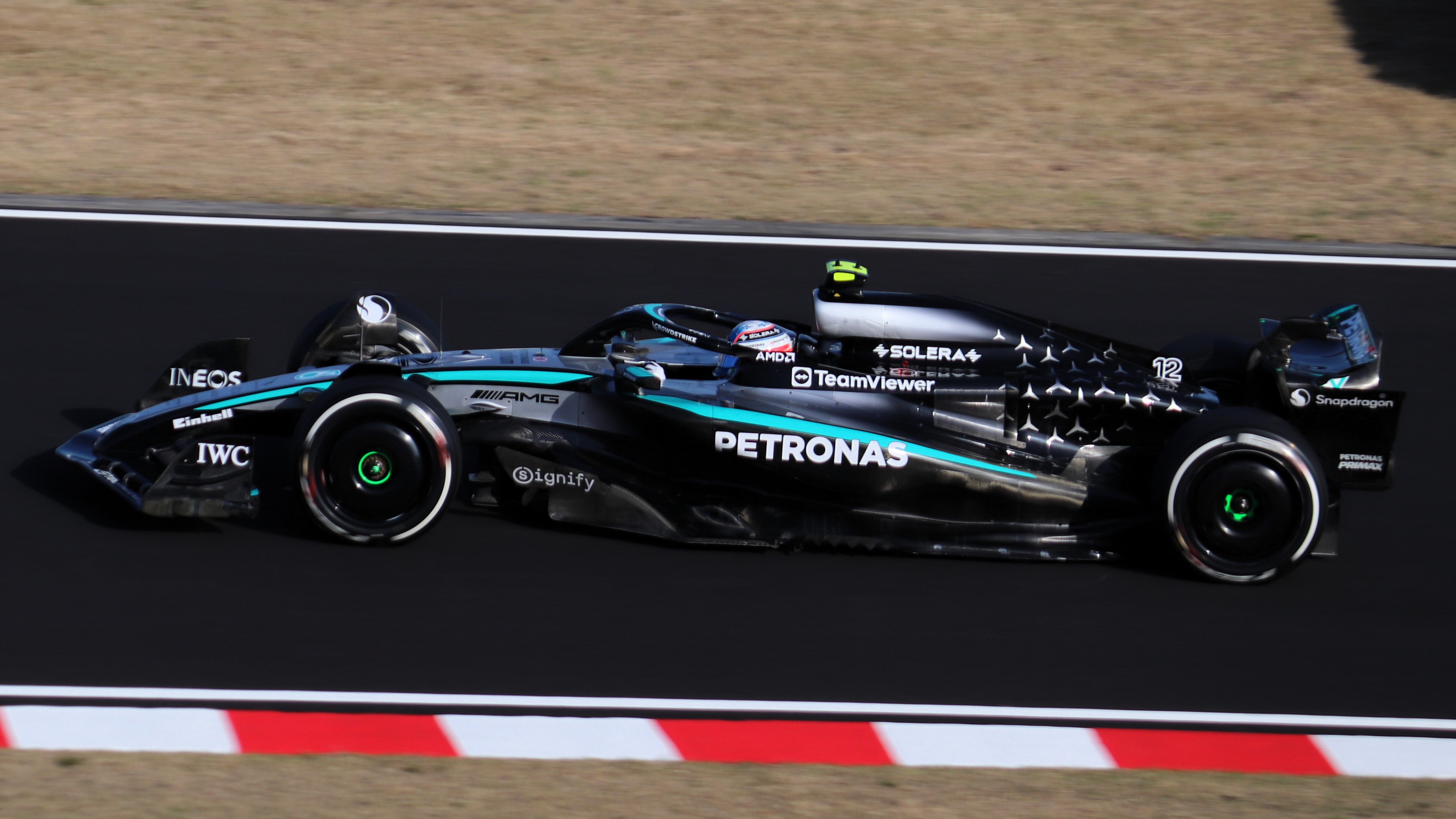
Mercedes-AMG F1 W16 E Performance
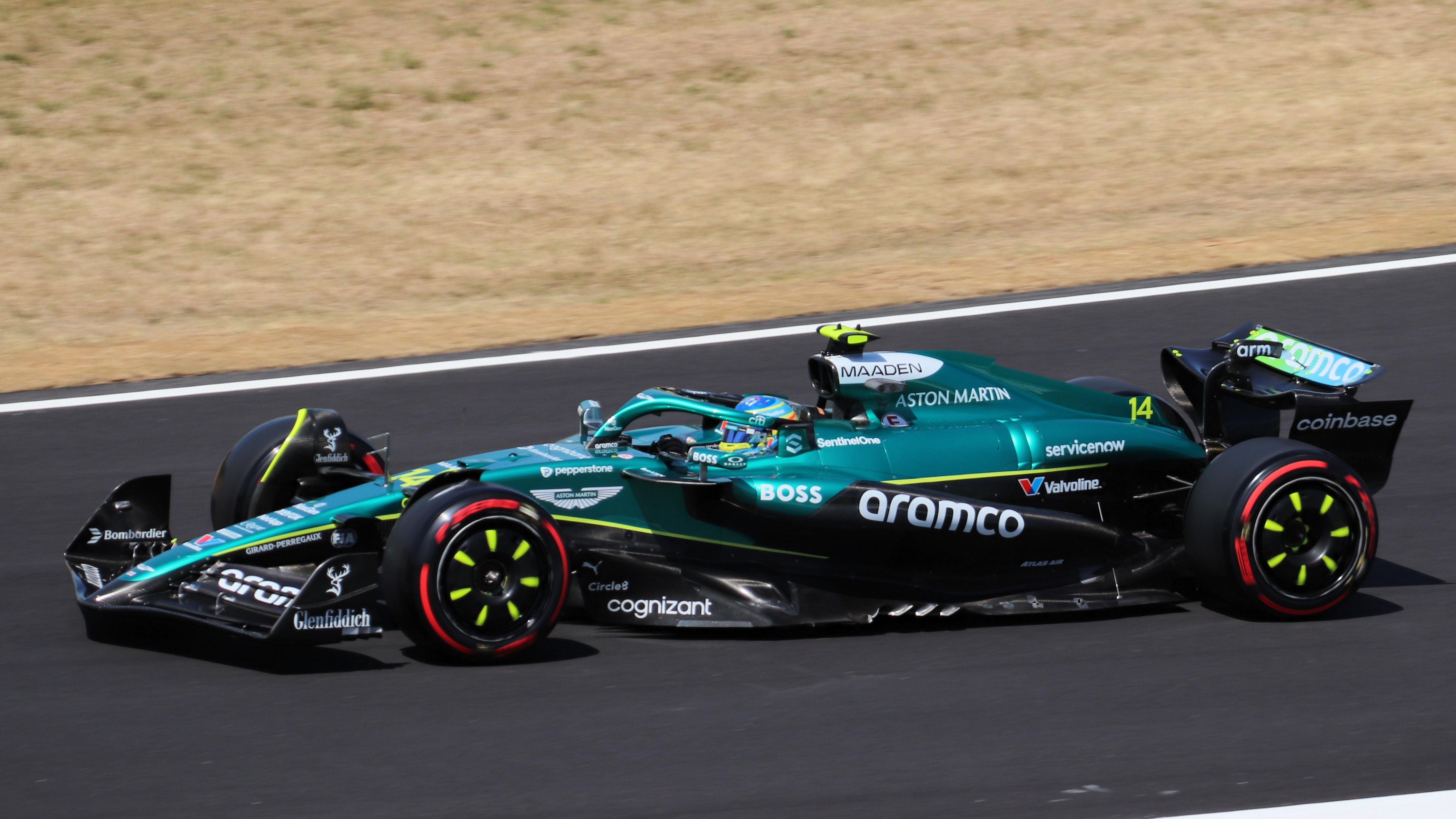
Aston Martin AMR25
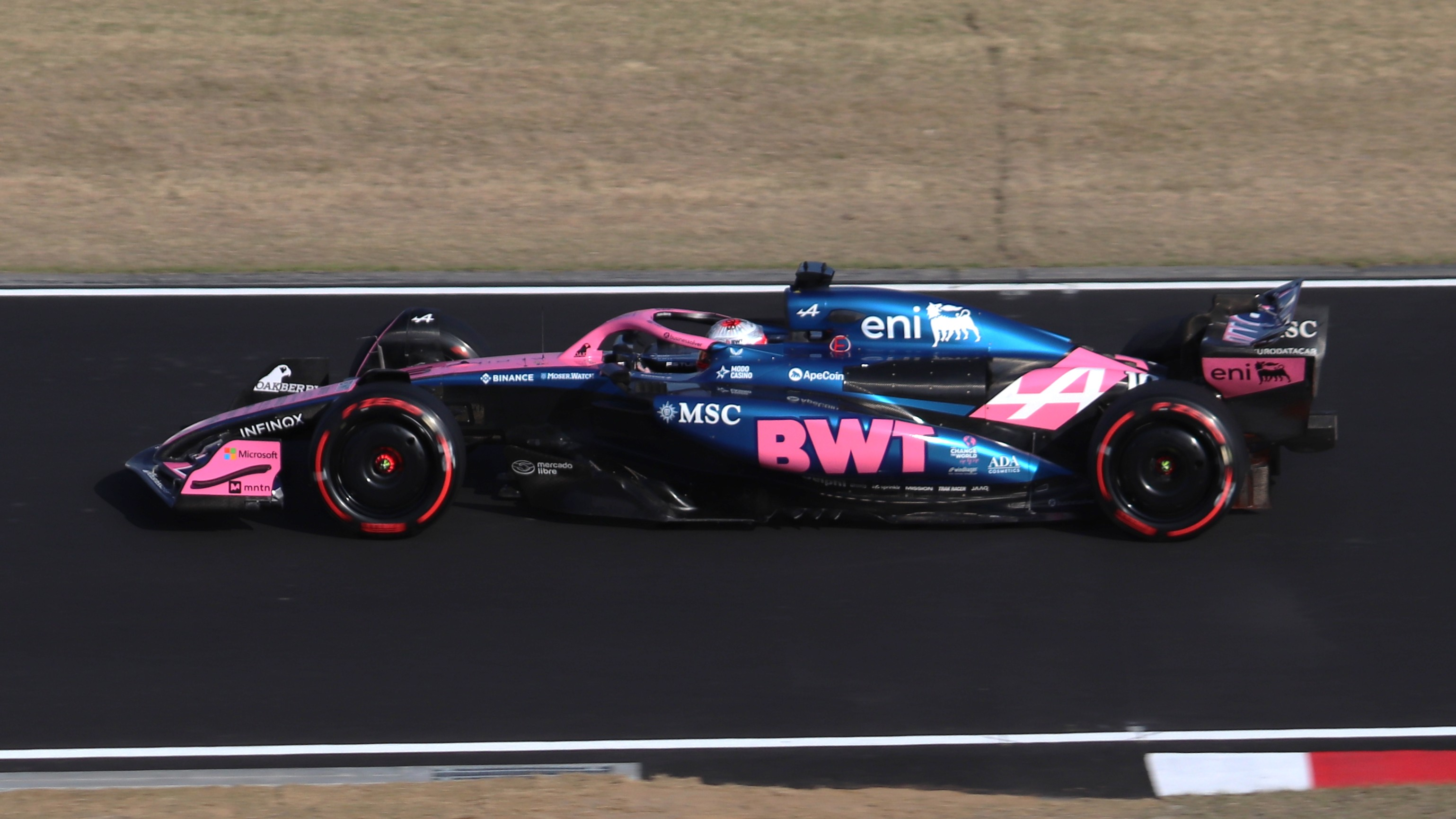
Alpine A525
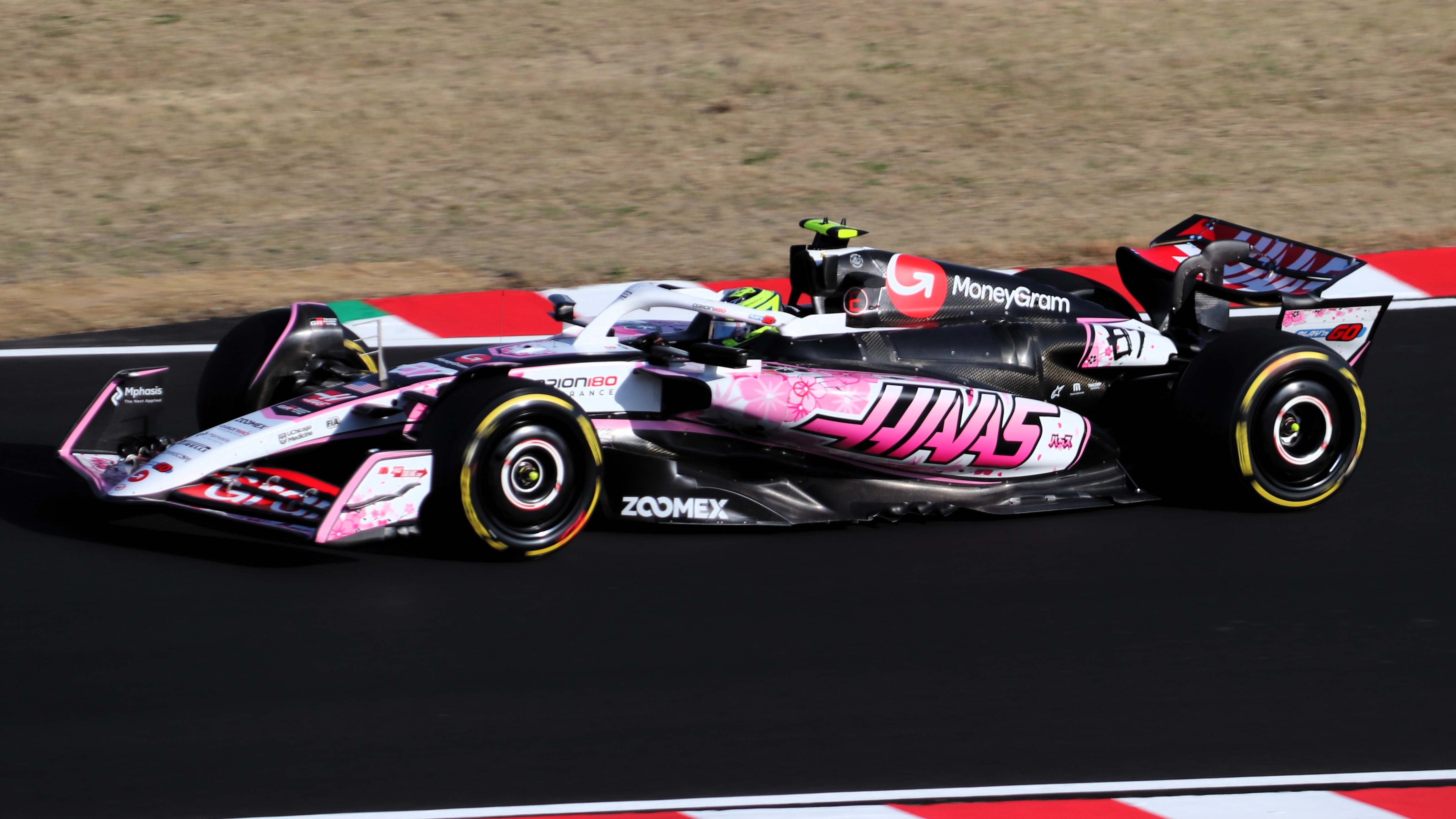
Haas VF-25
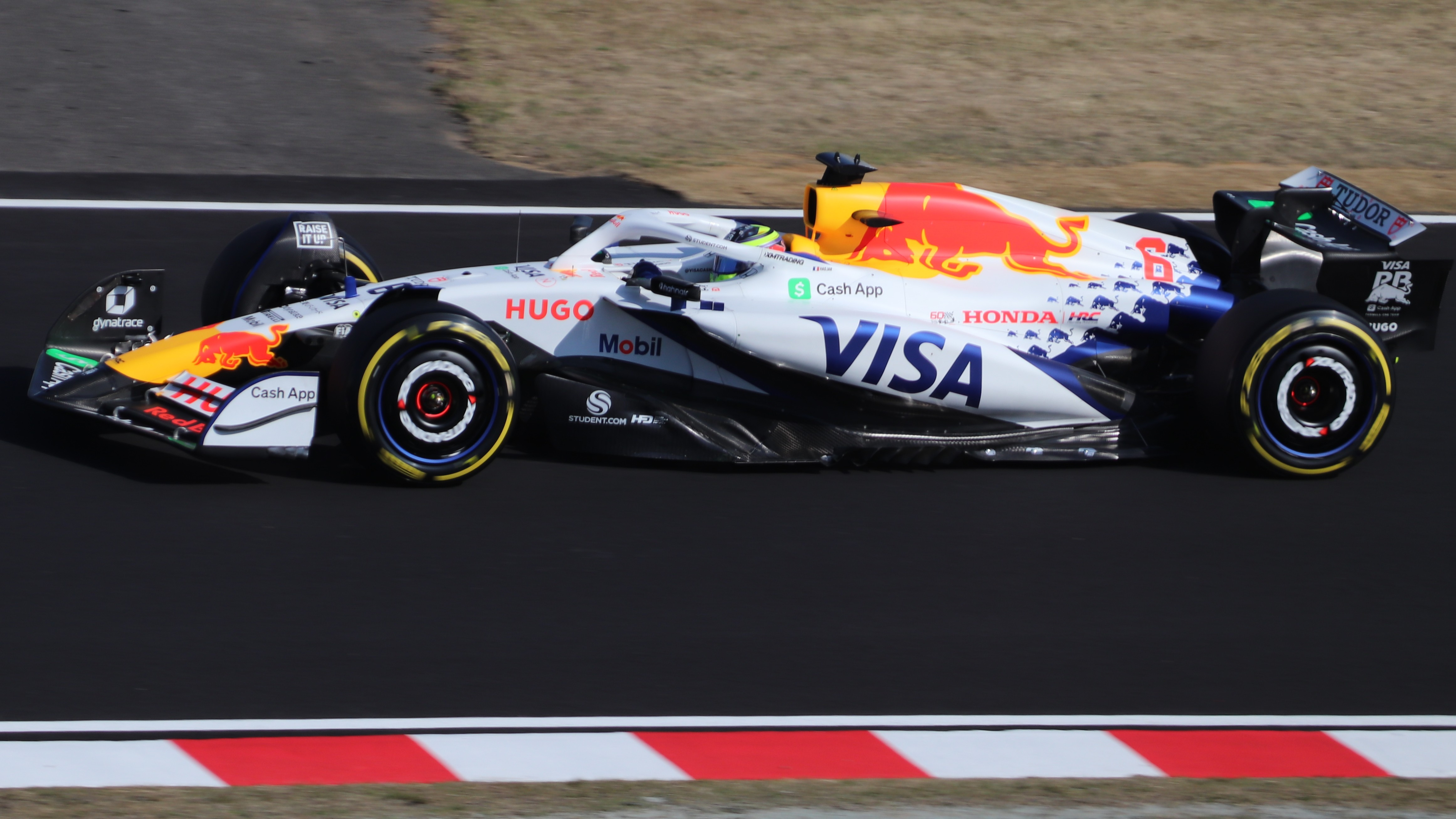
Racing Bulls VCARB 02
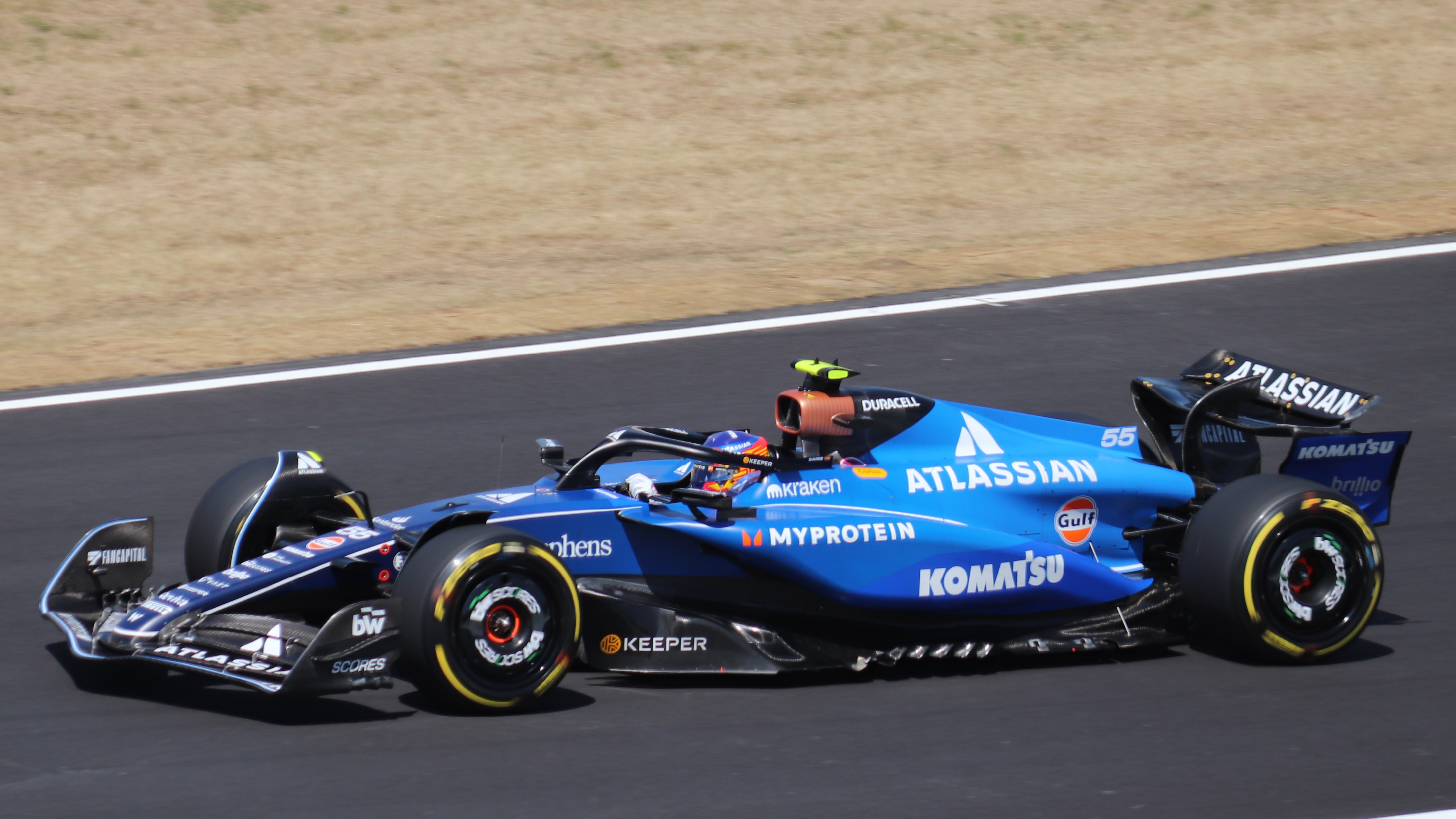
Williams FW47
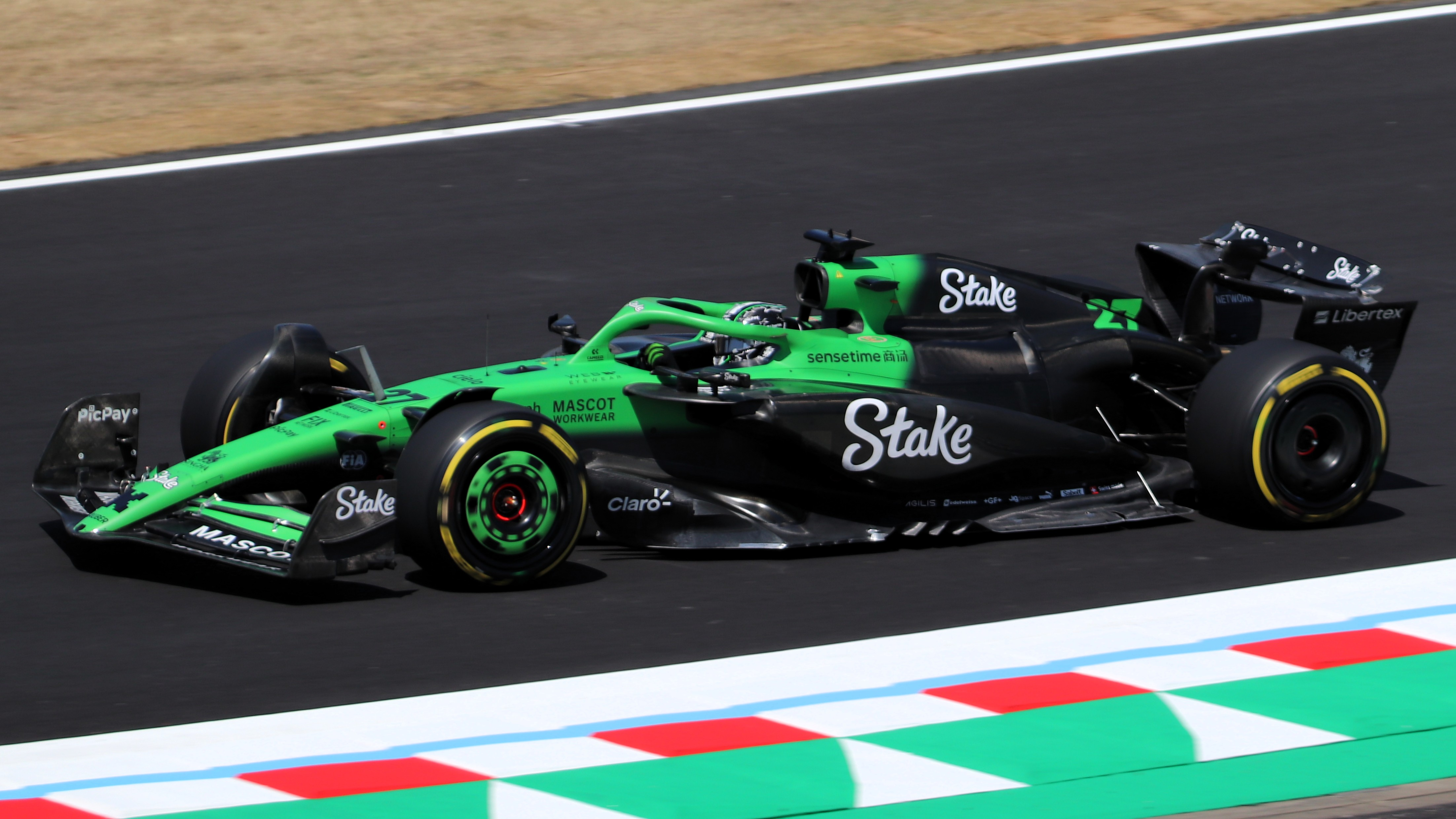
Kick Sauber C45

## Grands Prix de la saison 2025

Planisphère représentant les pays accueillant un Grand Prix en 2025.

Le calendrier du championnat 2025 est dévoilé le 12 avril 2024 par la FIA et la Formule 1, et comprend comme l'année précédente 24 Grands Prix.
Le Grand Prix d'Australie à Melbourne retrouve sa position de manche d'ouverture qu'il avait occupée de 1996 à 2019, la série s'interrompant avec des annulations successives dues à la pandémie de Covid-19. Le Grand Prix du Japon est à nouveau disputé au printemps en troisième manche, en pleine période Hanami (les cerisiers en fleurs).
La Formule 1 tient à souligner qu'elle poursuit ses efforts pour un « plus grande fluidité géographique » et la réduction des fuseaux horaires à parcourir entre chaque course, avec la « tournée océano-asiatique » (Australie-Chine-Japon), la concentration des courses européennes durant l'été (tout de même entrecoupées par le Grand Prix du Canada), et la tournée des Amériques en automne avant le final Las Vegas-Qatar-Abou Dabi.
La saison comporte trois triple headers, c'est-à-dire un enchaînement de trois épreuves en trois semaines : Japon (6 avril), Bahreïn (13 avril) et Arabie saoudite (20 avril) puis Émilie-Romagne (18 mai), Monaco (25 mai) et Espagne (1er juin), et Las Vegas (22 novembre), Qatar (30 novembre) et manche finale à Abou Dabi (7 décembre). La trêve estivale aura lieu entre la Hongrie (3 août) et les Pays-Bas (31 août).
Le 11 juillet 2024, la FIA annonce le nombre de courses sprint ainsi que les Grands Prix concernés. Elles se déroulent sur 6 Grands Prix : Chine, Miami, Belgique, États-Unis, São Paulo et Qatar,.
| no   | Date         | Grand Prix                    | Lieu              | Vainqueur      | Écurie              | Pole position   | Record du tour        | Pilote du jour        | Résumé |
| ---- | ------------ | ----------------------------- | ----------------- | -------------- | ------------------- | --------------- | --------------------- | --------------------- | ------ |
| 1126 | 16 mars      | Grand Prix d'Australie        | Melbourne         | Lando Norris   | McLaren-Mercedes    | Lando Norris    | Lando Norris          | Lando Norris          | Résumé |
| 1127 | 23 mars      | Grand Prix de Chine           | Shanghai          | Oscar Piastri  | McLaren-Mercedes    | Oscar Piastri   | Lando Norris          | Andrea Kimi Antonelli | Résumé |
| 1128 | 6 avril      | Grand Prix du Japon           | Suzuka            | Max Verstappen | Red Bull-Honda RBPT | Max Verstappen  | Andrea Kimi Antonelli | Yuki Tsunoda          | Résumé |
| 1129 | 13 avril     | Grand Prix de Bahreïn         | Sakhir            | Oscar Piastri  | McLaren-Mercedes    | Oscar Piastri   | Oscar Piastri         | Lewis Hamilton        | Résumé |
| 1130 | 20 avril     | Grand Prix d'Arabie saoudite  | Djeddah           | Oscar Piastri  | McLaren-Mercedes    | Max Verstappen  | Lando Norris          | Max Verstappen        | Résumé |
| 1131 | 4 mai        | Grand Prix de Miami           | Miami Gardens     | Oscar Piastri  | McLaren-Mercedes    | Max Verstappen  | Lando Norris          | Oscar Piastri         | Résumé |
| 1132 | 18 mai       | Grand Prix d'Émilie-Romagne   | Imola             | Max Verstappen | Red Bull-Honda RBPT | Oscar Piastri   | Max Verstappen        | Max Verstappen        | Résumé |
| 1133 | 25 mai       | Grand Prix de Monaco          | Monaco            | Lando Norris   | McLaren-Mercedes    | Lando Norris    | Lando Norris          | Charles Leclerc       | Résumé |
| 1134 | 1er juin     | Grand Prix d'Espagne          | Barcelone         | Oscar Piastri  | McLaren-Mercedes    | Oscar Piastri   | Oscar Piastri         | Max Verstappen        | Résumé |
| 1135 | 15 juin      | Grand Prix du Canada          | Montréal          | George Russell | Mercedes            | George Russell  | George Russell        | Andrea Kimi Antonelli | Résumé |
| 1136 | 29 juin      | Grand Prix d'Autriche         | Spielberg         | Lando Norris   | McLaren-Mercedes    | Lando Norris    | Oscar Piastri         | Gabriel Bortoleto     | Résumé |
| 1137 | 6 juillet    | Grand Prix de Grande-Bretagne | Silverstone       | Lando Norris   | McLaren-Mercedes    | Max Verstappen  | Oscar Piastri         | Nico Hülkenberg       | Résumé |
| 1138 | 27 juillet   | Grand Prix de Belgique        | Spa-Francorchamps | Oscar Piastri  | McLaren-Mercedes    | Lando Norris    | Andrea Kimi Antonelli | Lewis Hamilton        | Résumé |
| 1139 | 3 août       | Grand Prix de Hongrie         | Budapest          | Lando Norris   | McLaren-Mercedes    | Charles Leclerc | George Russell        | Gabriel Bortoleto     | Résumé |
| 1140 | 31 août      | Grand Prix des Pays-Bas       | Zandvoort         |                |                     |                 |                       |                       | Résumé |
| 1141 | 7 septembre  | Grand Prix d'Italie           | Monza             |                |                     |                 |                       |                       | Résumé |
| 1142 | 21 septembre | Grand Prix d'Azerbaïdjan      | Bakou             |                |                     |                 |                       |                       | Résumé |
| 1143 | 5 octobre    | Grand Prix de Singapour       | Marina Bay        |                |                     |                 |                       |                       | Résumé |
| 1144 | 19 octobre   | Grand Prix des États-Unis     | Austin            |                |                     |                 |                       |                       | Résumé |
| 1145 | 26 octobre   | Grand Prix de Mexico          | Mexico            |                |                     |                 |                       |                       | Résumé |
| 1146 | 9 novembre   | Grand Prix de São Paulo       | São Paulo         |                |                     |                 |                       |                       | Résumé |
| 1147 | 22 novembre  | Grand Prix de Las Vegas       | Las Vegas         |                |                     |                 |                       |                       | Résumé |
| 1148 | 30 novembre  | Grand Prix du Qatar           | Losail            |                |                     |                 |                       |                       | Résumé |
| 1149 | 7 décembre   | Grand Prix d'Abou Dabi        | Yas Marina        |                |                     |                 |                       |                       | Résumé |

## Déroulement de la saison et faits marquants du championnat

### Grand Prix d'Australie
Lando Norris commence la saison comme il a terminé la précédente, en pole position (la dixième de sa carrière), en devançant son coéquipier Oscar Piastri de 84 millièmes de seconde. Les McLaren MCL39 verrouillent la première ligne et relèguent Max Verstappen à près de quatre dixièmes de seconde ; il est accompagné en deuxième ligne par George Russell ; suivent deux pilotes inattendus à ce rang de départ, Yuki Tsunoda, cinquième au volant de sa Racing Bulls VCARB 02 puis Alexander Albon et sa Williams FW47. Les pilotes Ferrari ne font pas mieux que la quatrième ligne avec Charles Leclerc devant Lewis Hamilton, huitième. La cinquième ligne est composée de Pierre Gasly et Carlos Sainz, dixième pour sa première course chez Williams. Le meilleur des rookies, Isack Hadjar, se qualifie onzième.
Pole position, meilleur tour en course, et cinquième victoire de sa carrière : Lando Norris commence la saison par un hat trick, triomphant de la concurrence et d'une météo capricieuse pour s'imposer devant Max Verstappen et  George Russell. Durant les cinquante-sept tours de course, sur trajectoire sèche ou sous le déluge, pratiquement tous les pilotes partent à la faute, sans conséquence pour le vainqueur, rédhibitoire pour son coéquipier et éliminatoire pour six d'entre-eux, dont Isack Hadjar dès le tour de formation.
Le départ est donné sur une piste mouillée avec tous les pilotes chaussés de pneus intermédiaires ; il faut recommencer la procédure après le crash de Hadjar. À peine le départ donné, Max Verstappen bondit devant Oscar Piastri, Jack Doohan tape le mur à un bout du circuit tandis qu'à l'autre bout, alors que la voiture de sécurité est déjà sortie, Carlos Sainz fracasse sa Williams. Les monoplaces sont lancées à pleine allure au huitième tour. Au bout de dix-sept boucles, Verstappen fait un tout droit et le régional de l'étape reprend la deuxième place. Dès lors, les MCL39 s'échappent ; elles comptent plus de quinze secondes d'avance sur la Red Bull du Néerlandais quand, au trente-quatrième tour, Fernando Alonso part en tête-à-queue à la sortie du virage no 6 et envoie son Aston Martin dans le mur. La voiture de sécurité sortant à nouveau, tous en profitent pour plonger dans la voie de stands et chausser des pneus lisses, la trajectoire s'étant asséchée. Revenus en piste, ils apprennent le retour prochain de la pluie. La relance, bien gérée par Norris et Piastri, a lieu au quarante-deuxième tour mais, deux boucles plus tard, c'est le déluge. Tour à tour, dans le virage no 12, les pilotes McLaren perdent l'arrière de leur monoplace. Si Norris parvient ramener la sienne en piste et rentre au stand dans la foulée, Piastri se retrouve longtemps piégé dans le gazon et repart en queue de peloton. Verstappen rentre lui aussi au stand tandis que ces péripéties voient émerger Lewis Hamilton en tête, devant Charles Leclerc. Le pari de Ferrari de laisser ses pilotes en pneus lisses sous l'averse s'avère toutefois perdant. Les accidents de Gabriel Bortoleto puis de Liam Lawson provoquent à nouveau le retour de la voiture de sécurité. Hamilton et Leclerc rentrent au stand un tour trop tard et ressortent à la limite de la zone des points.
En fin de course, Norris résiste au retour de Verstappen, tandis que ceux qui n'ont pas commis de grosse erreur arrivent dans la zone des gros points : Russell monte sur le podium, suivi d'Andrea Kimi Antonelli, quatrième dès son premier Grand Prix, remonté du seizième rang sur la grille. Derrière, Albon, cinquième, Lance Stroll puis Nico Hülkenberg font parler leur science de la course dans ces conditions piégeuses, Leclerc termine huitième et Oscar Piastri, revenu du diable vauvert, subtilise la neuvième place à Lewis Hamilton dans le dernier tour ; le septuple champion du monde commence sa carrière chez Ferrari avec un point.
Lando Norris est le premier leader du championnat pilotes, dans un classement qui est le reflet de l'ordre d'arrivée des dix premiers. Avec leurs quatre pilotes dans les points, McLaren prend la tête du classement (27 points) devant Mercedes à égalité de points. Red Bull, troisième (18 points), précède Williams (10 points), Aston Martin (8 points), Kick Sauber (5 points) et Ferrari (4 points). Alpine, Haas et Racing Bulls n'ont pas marqué.

### Grand Prix du Japon

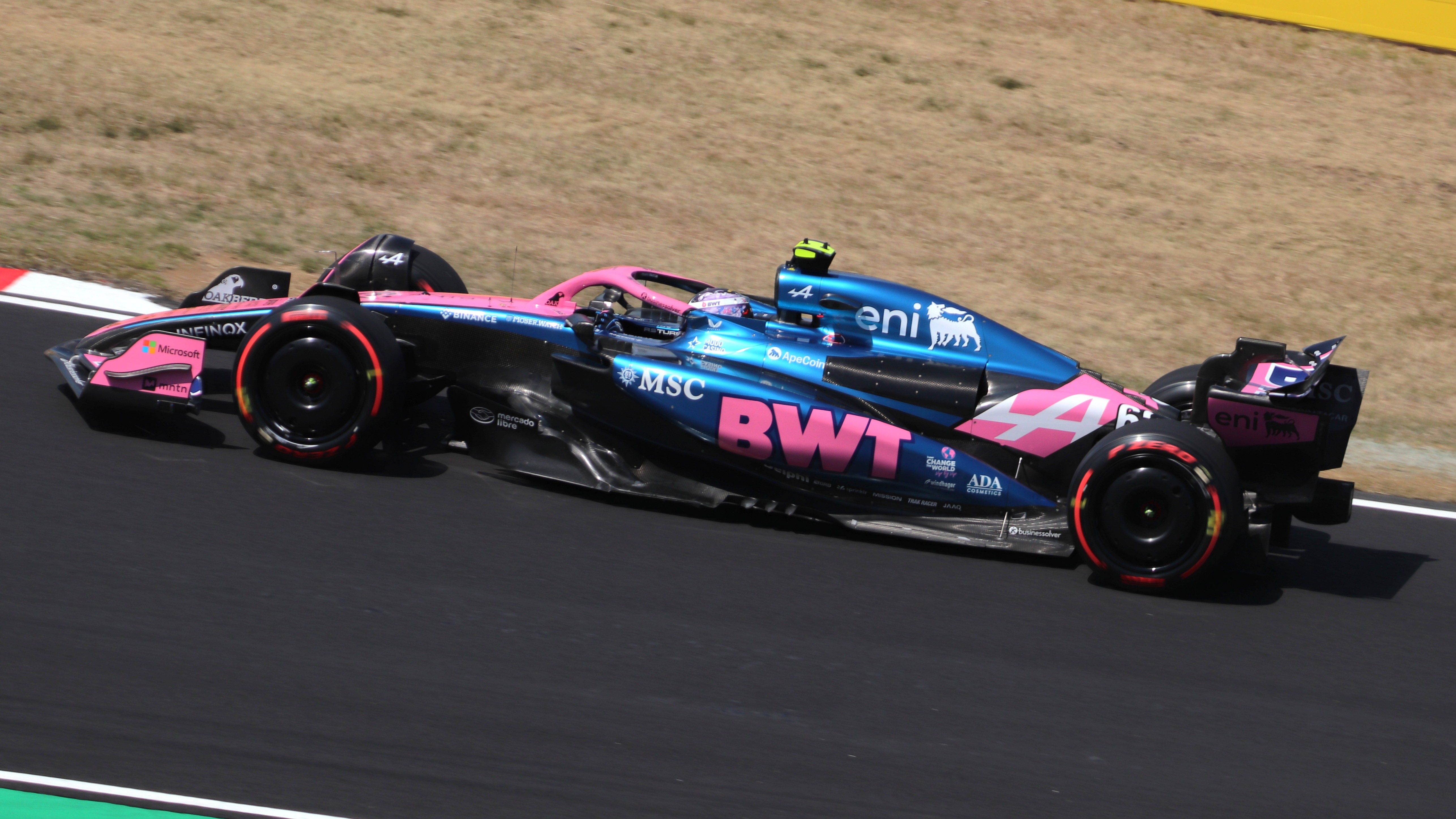
Ryo Hirakawa lors de la première séance d'essai.

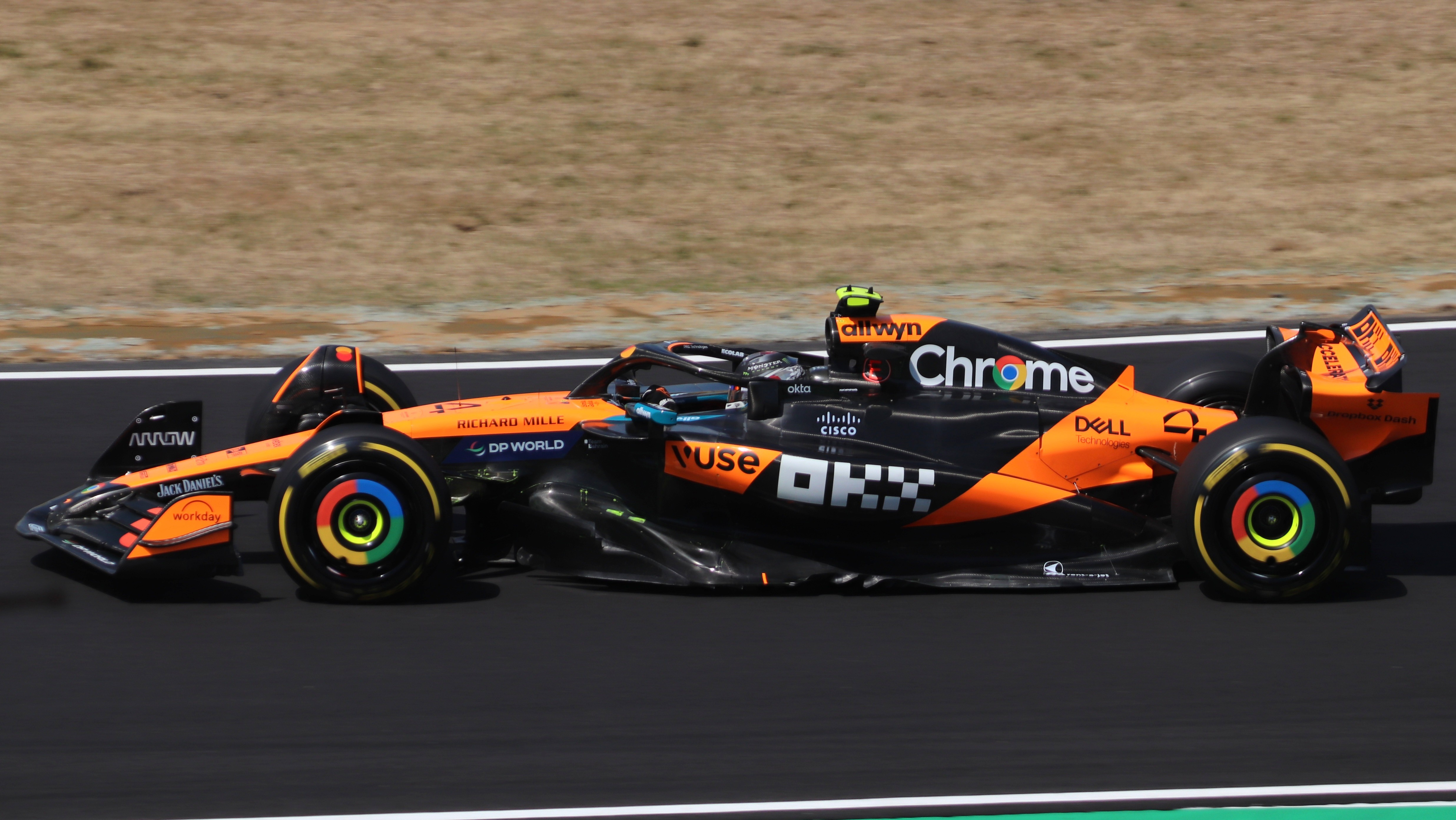
Lando Norris lors de la première séance d'essai.

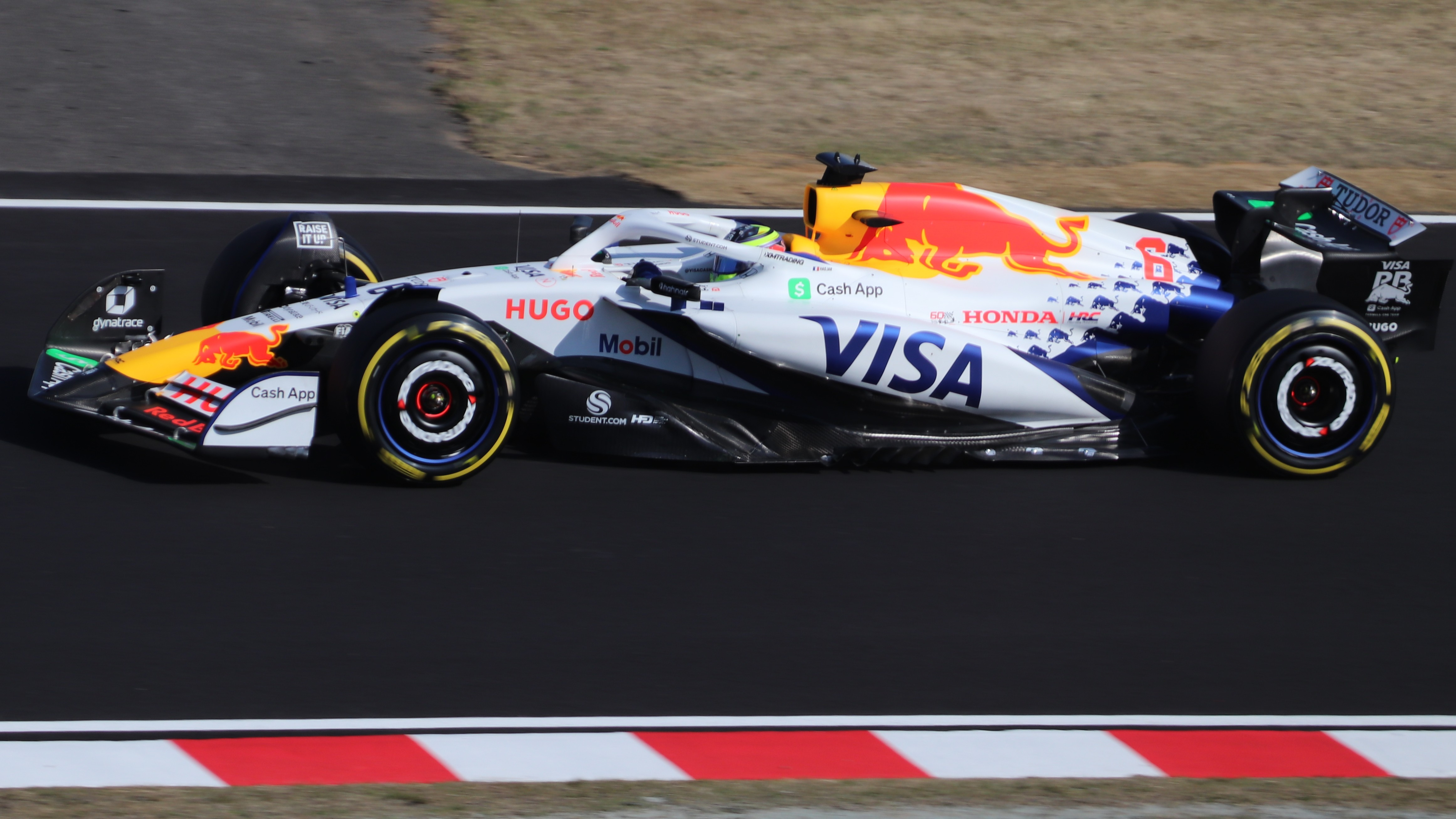
Isack Hadjar lors de la deuxième séance d'essai.

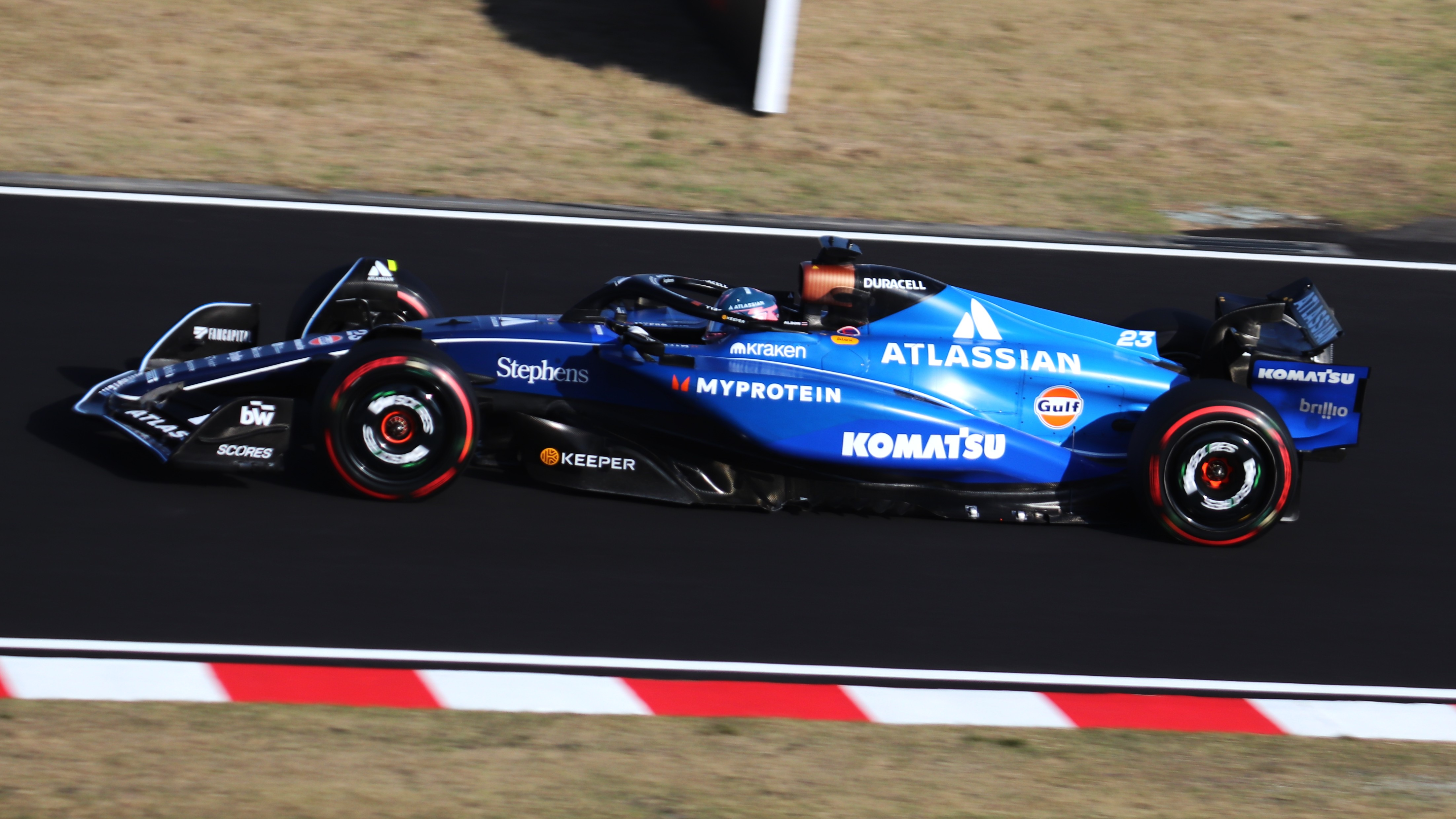
Alexander Albon lors de la deuxième séance d'essai.

Max Verstappen surprend les McLaren et réalise sa quatrième pole position consécutive à Suzuka, la quarante-et-unième de sa carrière, mais la première en seize Grands Prix. Sans aucun record de secteur (Lando Norris pour le premier, Oscar Piastri pour les deux suivants), il parvient à battre le record du circuit à bord de la RB21 avec laquelle son nouveau coéquipier Yuki Tsunoda ne peut faire mieux que quinzième. Sur la première ligne, Norris est battu de douze millièmes de seconde, alors qu'en deuxième ligne, Piastri concède 44 millièmes ; il devance Charles Leclerc. La troisième ligne est aux couleurs de Mercedes, avec George Russell suivi d'Andrea Kimi Antonelli. Isack Hadjar réalise la même performance qu'en Chine, avec le septième temps au volant de sa VCARB 02 ;  il part en quatrième ligne, devant Lewis Hamilton. Alexander Albon et Oliver Bearman occupent la cinquième ligne.
Parti de la pole position, Max Verstappen tient les McLaren en respect durant les cinquante-trois tours de course pour remporter une inédite quatrième victoire consécutive à Suzuka, la soixante-quatrième de sa carrière. Il ne laisse les commandes qu'à l'occasion de son arrêt au stand, ce qui permet à Andrea Kimi Antonelli, parti sur un relais plus long que les pilotes qui le devancent, de mener la course du 22e au 31e tour pour devenir, à 18 ans, 7 mois et 12 jours, le plus jeune pilote à mener un Grand Prix. L'Italien s'attribue un autre record de précocité, à trois tours de l'arrivée, en réalisant le meilleur tour. Pour sa première victoire de la saison, Verstappen s'impose dans un mouchoir de poche devant Lando Norris et Oscar Piastri, mais son plus proche poursuivant n'a pas un seul instant été en mesure d'ouvrir son aileron arrière mobile. Les six premiers à l'arrivée sont les mêmes qu'au départ. Lewis Hamilton, septième, gagne une place sur Isack Hadjar, qui devient le trente-neuvième pilote français à marquer des points dans la discipline. Alexander Albon et Oliver Bearman marquent les points restants en arrivant dans leur position de départ.
Le seul moment où Norris semble en mesure de contester la première place de Verstappen est au vingt-et-unième tour, lorsqu'ils s'arrêtent de concert au stand. Le changement de pneus de la McLaren est plus rapide que celui de la Red Bull, si bien que Norris se porte à la hauteur de Verstappen à la sortie des stands et tente de forcer le passage. Comme le Néerlandais ne lui laisse aucun espace, Norris accélère sur l'herbe du bas côté et perd beaucoup de temps : au bout de la ligne droite, il concède deux secondes qu'il ne pourra plus rattraper. Derrière lui durant le reste de la course, Piastri, très pressant, ouvre à plusieurs reprises son aileron arrière mobile et améliore le record du tour ; faute de consigne de course, les coéquipiers passent sous le drapeau à damier en formation serrée. Leclerc roule isolé en quatrième position sans aucun espoir de faire mieux compte tenu du potentiel de sa voiture mais est en mesure de contenir les Mercedes. Au bout de six tours, Hamilton dépasse Hadjar pour mener une course solitaire en septième position. Hadjar offre une des plus belles actions de la course en dépassant Carlos Sainz par l'extérieur du premier virage après son arrêt au stand au trentième tour.
Si Lando Norris (62 points) conserve la tête du championnat du monde, Max Verstappen revient à un point. Oscar Piastri (49 points) est troisième, à treize points de son coéquipier. George Russell, quatrième (45 points), devance son coéquipier Andrea Kimi Antonelli (30 points), Charles Leclerc (20 points), Alexander Albon (18 points), Lewis Hamilton (15 points), Esteban Ocon et Lance Stroll (10 points chacun). McLaren (111 points) conserve la tête du championnat des constructeurs devant Mercedes (75 points) et Red Bull (61 points). Ferrari (35 points) prend la quatrième place à Williams (19 points). Haas (15 points) est toujours sixième devant Aston Martin (10 points) qui précède désormais Racing Bulls (7 points). Kick Sauber (6 points) recule d'un rang tandis qu'Alpine n'a toujours pas marqué de point.

### Grand Prix de Bahreïn
Oscar Piastri, au volant de sa McLaren MCL39, obtient sa deuxième pole position de la saison alors que son coéquipier Lando Norris rate sa Q3 et se retrouve sixième. George Russell, à 168 millièmes de seconde, réalise le deuxième temps, devant Charles Leclerc, Andrea Kimi Antonelli et Pierre Gasly. Les pilotes Mercedes sont ensuite pénalisés d'une recul d'une place, ce qui permet à Leclerc de rejoindre Piastri en première ligne tandis que Russell part devant Gasly sur la deuxième ligne et qu'Antonelli est en troisième ligne devant Norris. En délicatesse avec sa RB21, Max Verstappen n'obtient que le septième temps, suivi par Carlos Sainz, Lewis Hamilton et Yuki Tsunoda qui occupent la cinquième ligne.
Oscar Piastri s'adjuge son premier hat trick sans jamais être inquiété durant toute la course. Il remporte sa deuxième victoire de la saison, la quatrième de sa carrière, pour son cinquantième Grand Prix. Même la relance du trente-cinquième tour, après que la voiture de sécurité a été envoyée en piste pour permettre le nettoyage les débris éparpillés après un accrochage entre Sainz et Tsunoda, ne pose aucun problème à l'Australien qui réalise le meilleur tour en course dans la foulée. Il s'impose avec plus de quinze secondes sur George Russell, victime de problèmes électroniques, qui résiste au retour de Lando Norris.
À l'extinction des feux, Piastri exploite sa position et prend les devants alors que Leclerc qui, comme son coéquipier Hamilton, s'élance en pneus medium quand le reste du plateau est en pneus tendres, est dépassé par Russell et Norris et se retrouve quatrième. Dès le dixième tour, Leclerc reprend la troisième place à Norris qui se sent « pas à l'aise » avec sa monoplace sur ce tracé. Dans cette course à deux arrêts au stand, les Ferrari se retrouvent brièvement aux commandes à partir du quinzième tour quand les leaders s'arrêtent alors que leurs pneumatiques leur permettent de prolonger leur premier relais. Rien ne va pour Max Verstappen ne trouve pas d'adhérence avec sa RB21 et dont les arrêts au stand sont brouillons : il pointe à la dernière place après vingt-six tours avant d'entamer une remontée jusqu'aux points. Hamilton se bagarre en milieu de peloton, contre Antonelli, Ocon, Gasly, Tsunoda et Sainz ; il effectue plusieurs dépassements et finit cinquième et « pilote du jour ». Norris double Leclerc à cinq tours de l'arrivée pour terminer sur le podium.
Russell conserve tout du long sa deuxième place malgré un problème de déclenchement intempestif de son aileron arrière mobile, un système de freinage erratique, un souci de volant et des bugs de capteurs. De plus, il doit effectuer les vingt derniers tours en pneus tendres tout en contenant Norris. La remontée de Verstappen s'achève au sixième rang, après qu'il a dépassé Pierre Gasly dans le dernier tour ; le Français, inscrit les premiers points de la saison d'Alpine en devançant son compatriote Esteban Ocon, auteur d'une course très solide après son gros accident en qualifications. Tsunoda, neuvième, marque ses premiers points au volant d'une Red Bull et Oliver Bearman amène la deuxième Haas dans les points en résistant à Andrea Kimi Antonelli.
Si Lando Norris (77 points) reste en tête du championnat, Oscar Piastri (74 points) se rapproche et dépasse Max Verstappen (69 points). Avec trois podiums en quatre courses, George Russell (63 points) suit de près alors que Leclerc grimpe au cinquième rang (32 points) devant Antonelli (30 points) ; suivent Lewis Hamilton (25 points), Alexander Albon (18 points), Esteban Ocon (14 points) et Lance Stroll, dixième avec 10 points. Au championat des constructeurs, McLaren (151 points) prend le large devant Mercedes (93 points) et Red Bull (71 points) ; suit Ferrari (57 points) qui ne compte toujours pas de podium. Au cinquième rang, Haas (20 points) précède Williams (19 points), Aston Martin (10 points), Racing Bulls (7 points), Kick Sauber et Alpine (6 points chacune) ; toutes les écuries ont désormais marqué.

### Grand Prix d'Arabie saoudite
Faisant preuve d'une extrême précision entre les murs du circuit saoudien, Max Verstappen souffle la pole position à Oscar Piastri d'un millième de seconde lors de leurs premières tentatives en Q3, puis de dix millièmes de seconde à l'issue de leurs deuxièmes, pour obtenir son quarante-deuxième départ en tête, son deuxième de la saison. Le quadruple champion du monde n'affronte dans cet exercice qu'une seule McLaren MCL39, Lando Norris ayant cassé sa suspension contre le mur après avoir rebondi sur un vibreur du virage n°4 à l'entame de son premier tour rapide ; il s'élance dixième. Les habitués des meilleurs rangs sur la grille suivent sur la deuxième ligne : George Russell devance Charles Leclerc. Andrea Kimi Antonelli, cinquième, s'élance devant Carlos Sainz sur la troisième ligne. Ils sont suivis par Lewis Hamilton et Yuki Tsunoda. Pierre Gasly part neuvième, devant Norris.
Oscar Piastri remporte une troisième victoire en cinq épreuves, la cinquième de sa carrière, en dominant Max Verstappen à l'entrée du premier virage, ce dernier le coupant pour garder la tête avant de recevoir une pénalité de cinq secondes. Cet écart se retrouve réduit de moitié à l'arrivée. Charles Leclerc, grâce à une gestion optimale de son premier train de pneus, emmenant ses gommes medium plus loin que tout le monde, se défait de George Russell, avant de maîtriser le retour de Lando Norris, pour offrir à la Scuderia Ferrari son premier podium de la saison. 
Piastri, grâce à un meilleur départ que Verstappen, prend le dessus en plongeant à l'intérieur du premier virage tandis que le pilote Red Bull, qui n'a pas la place de passer, coupe le virage suivant et reprend la piste devant son rival. Plus loin dans le peloton, Yuki Tsunoda et Pierre Gasly s'accrochent et finissent tous deux dans le mur. Ce double abandon provoque la sortie de la voiture de sécurité ; la relance a lieu au quatrième tour peu avant que Verstappen se voit annoncer sa pénalité de cinq secondes, qu'il observe lors de son arrêt, au vingt-et-unième tour. Il ressort derrière Piastri, qui a changé ses pneus deux boucles plus tôt, tout comme Russell. Leclerc, désormais en tête, bénéficie d'un air propre pour augmenter l'allure durant huit tours. Il s'arrête dans sa trentième boucle et part à la chasse de Russell, dont les gommes sont moins fraîches ; au trente-septième tour, avec l'aide de son aileron arrière mobile, il le dépasse et s'installe en troisième position. Norris, parti dixième, dépasse Sainz, Hamilton et Antonelli puis se retrouve derrière Russell après son arrêt du trente-quatrième tour ; il le dépasse au quarante-et-unième passage et cravache pour rattraper Leclerc qui conserve toutefois suffisamment de rythme pour l'empêcher d'activer son aileron arrière mobile. 
Dépassé par Norris, Andrea Kimi Antonelli reste derrière son coéquipier Russell et prend la sixième place. Il n'est pas menacé par Lewis Hamilton, en difficulté avec sa SF-25, et qui se lamente : « Pour l'instant, il n'y a pas de solution. C'est comme ça que ça va se passer pour le reste de l'année. Ça va être douloureux. » Carlos Sainz, huitième, offre à son coéquipier Alexander Albon la possibilité d'utiliser son aileron arrière mobile pour empêcher le retour d'Isack Hadjar, dixième. 
Oscar Piastri (99 points) prend la tête du championnat du monde avec dix points d'avance sur son coéquipier Lando Norris (89 points), qui n'a que deux unités de plus que Max Verstappen (87 points). Toujours dans les gros points depuis le début de la saison, George Russell est quatrième (73 points) devant Charles Leclerc (47 points). Sixième, Kimi Antonelli (38 points) devance Lewis Hamilton (31 points), Alexander Albon (20 points), Esteban Ocon (14 points) et, à la dixième place, Lance Stroll (10 points). Au championnat des constructeurs, McLaren (188 points) dispose d'avance confortable sur Mercedes (111 points) et Red Bull (89 points). Grâce à son podium, Ferrari (78 points) évite d'être distancé . Plus loin, Williams (25 points) cinquième, prend le meilleur sur Haas (20 points) ; suivent Aston Martin (10 points), Racing Bulls (8 points), Kick Sauber et Alpine (6 points chacune)

### Grand Prix de Miami

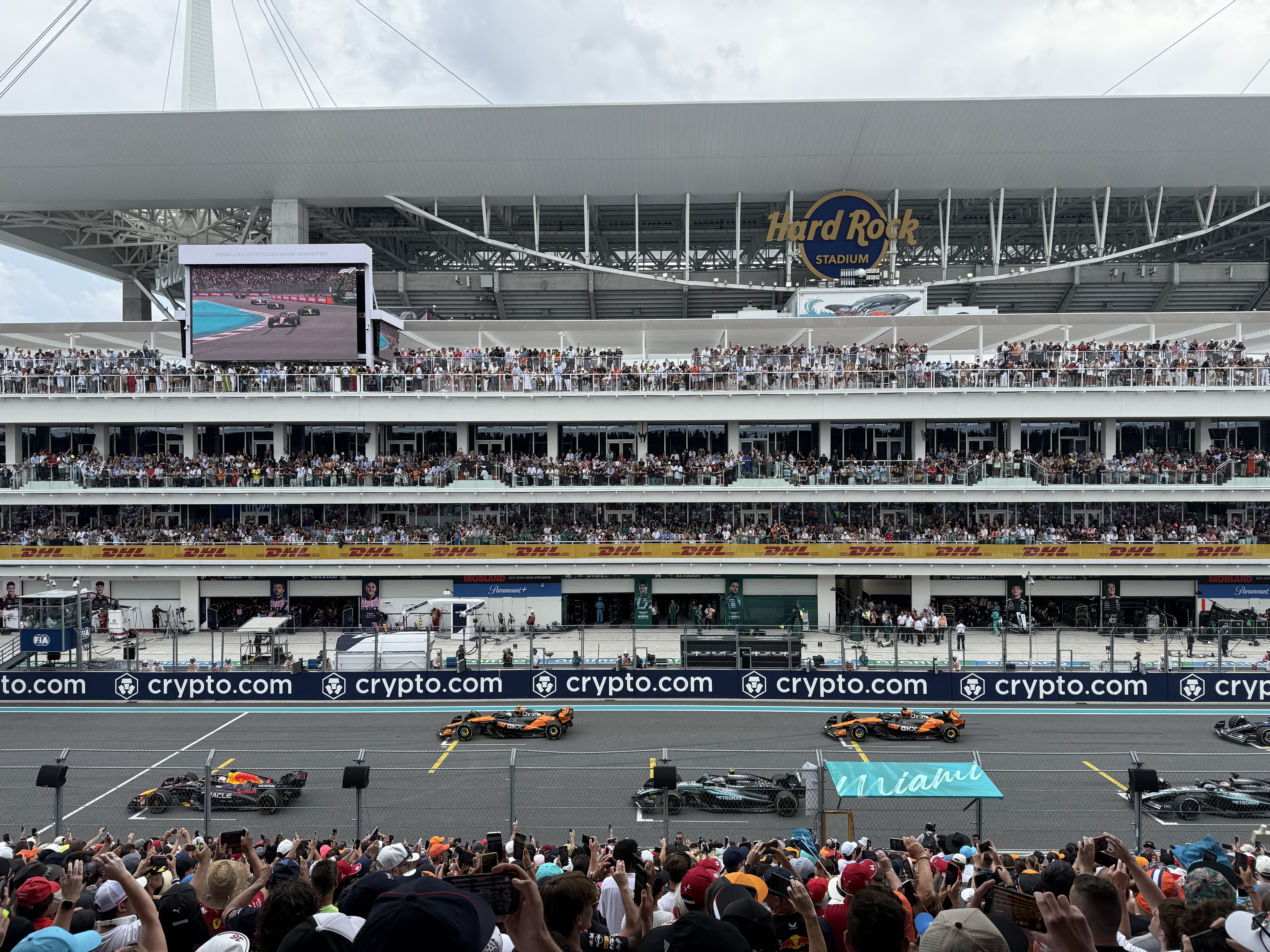
Les premiers rangs de la grille de départ du Grand Prix.

Andrea Kimi Antonelli devient, lors du sprint, le plus jeune pilote, à 18 ans et 250 jours, à obtenir le meilleur temps d'une séance de qualifications en Formule 1 ; sa course est toutefois compromise dès le départ quand Oscar Piastri l'emmène au large au premier virage pour prendre la tête d'une épreuve qui démarre sur une piste détrempée après une deuxième procédure du départ, avec tous les pilotes en pneus intermédiaires et sans Charles Leclerc qui tape le mur lors de son tour de mise en grille à cause d'un aquaplanage. Ce sprint se décante quand la trajectoire s'assèche, Lewis Hamilton étant le premier à passer en pneus lisses après douze tours, ce qui lui permet de monter sur le podium. Pour la victoire, Lando Norris bénéficie d'un coup de chance quand il s'arrête, un tour après son coéquipier leader. En effet, au moment où il rentre au stand, Liam Lawson percute Fernando Alonso qui fracasse son Aston Martin, ce qui entraîne la sortie de la voiture de sécurité, à trois tours de l'arrivée, jusqu'au drapeau à damier. Norris en bénéficie pour regagner la piste en tête et gagner. Derrière les McLaren et Hamilton, le classement est chamboulé par les nombreuse pénalités, notamment celle de dix secondes infligée à Max Verstappen pour une sortie dangereuse de son emplacement au stand. Ainsi, George Russell, Lance Stroll, Yuki Tsunoda, Kimi Antonelli et Pierre Gasly inscrivent des points.
Comme à Suzuka puis à Djeddah cette saison, Max Verstappen extrait le maximum de sa RB21 pour dominer Lando Norris de seulement 65 millièmes de seconde ; le quadruple champion du monde obtient la quarante-troisième pole position de sa carrière. Andrea Kimi Antonelli crée à nouveau la sensation avec un troisième temps à 67 millièmes de seconde ; il part en deuxième ligne, devant Oscar Piastri. Carlos Sainz, au volant de sa FW47, réalise le sixième temps et s'élance derrière George Russell. Son coéquipier Alexander Albon, sur la quatrième ligne, se montre plus rapide que Charles Leclerc tandis que Lewis Hamilton a échoué en Q2. Esteban Ocon part en cinquième ligne, devant Yuki Tsunoda.
Oscar Piastri s'affirme désormais pleinement comme un protagoniste pour le titre de champion en s'imposant pour la quatrième fois en six Grands Prix, et la troisième fois consécutive. Comme en course, il creuse l'écart au classement. L'Australien s'impose en s'échappant après avoir mis quatorze tours pour dépasser Max Verstappen. Lando Norris en fait de même quelques boucles plus tard pour assurer le cinquante-et-unième doublé de McLaren. George Russell subtilise la troisième place à Verstappen à la faveur d'un arrêt au stand coïncidant avec le déploiement d'une procédure de voiture de sécurité virtuelle.
La course est particulièrement animée, durant les dix-huit premiers tours, grâce à la défense acharnée de Max Verstappen sur les pilotes McLaren. Tout d'abord, Piastri, au freinage du premier virage et dans l'enchaînement qui suit, s'empare des commandes à l'entame du quatorzième tour. Norris, sixième au premier tour après avoir été emmené au large par Verstappen à l'extinction des feux, se lance dans une remontée express pour chasser à son tour le quadruple champion du monde qu'il met quatre tours à dépasser. Les McLaren filent alors vers le doublé, sans aucun souci, en creusant des écarts conséquents puisque Russell, troisième, termine à 37 secondes du vainqueur, suivi de près par Verstappen. 
L'autre fait marquant de la course, alors qu'Albon démontre la montée en puissance de Williams en prenant le meilleur sur Antonelli pour le gain de la cinquième place, tient dans les échanges radio amers entre les pilotes Ferrari et leurs ingénieurs pour savoir qui doit finir septième.  En effet, Hamilton qui a chaussé des pneus medium au vingt-huitième tour se sait plus rapide que son coéquipier, en pneus durs, et demande qu'il le laisse passer pour tenter de dépasser Antonelli ; l'ordre tardant à arriver, il lâche quelques remarques acerbes jusqu'à ce que Leclerc s'écarte. Comme Hamilton ne parvient pas à s' approcher du jeune pilote Mercedes, l'ordre lui est intimé d'inverser à nouveau les positions. Alors que son ingénieur Riccardo Adami indique à Hamilton que Sainz roule en neuvième position à une seconde derrière lui, il lui répond : « Et tu veux que je le laisse passer lui aussi ? » Yuki Tsunoda prend le point restant. 
Oscar Piastri (131 points) prend de l'avance en tête du championnat du monde, avec seize points de plus que son coéquipier Lando Norris (115 points), qui possède le même écart avec Max Verstappen (99 points). Toujours dans les gros points depuis le début de la saison, George Russell reste quatrième (93 points) devant Charles Leclerc (53 points). Sixième, Kimi Antonelli (48 points) devance Lewis Hamilton (41 points), Alexander Albon (30 points), Esteban Ocon (14 points) et Lance Stroll (14 points également). Au championnat des constructeurs, McLaren (246 points) dispose d'une avance confortable de plus de 100 points sur Mercedes (141 points) qui précède Red Bull (105 points) ; Ferrari (94 points) est cinquième. Plus loin, Williams (37 points) cinquième, devance Haas (20 points) ; suivent Aston Martin (14 points), Racing Bulls (8 points), Alpine et Kick Sauber (6 points chacune).

### Grand Prix d'Émilie-Romagne

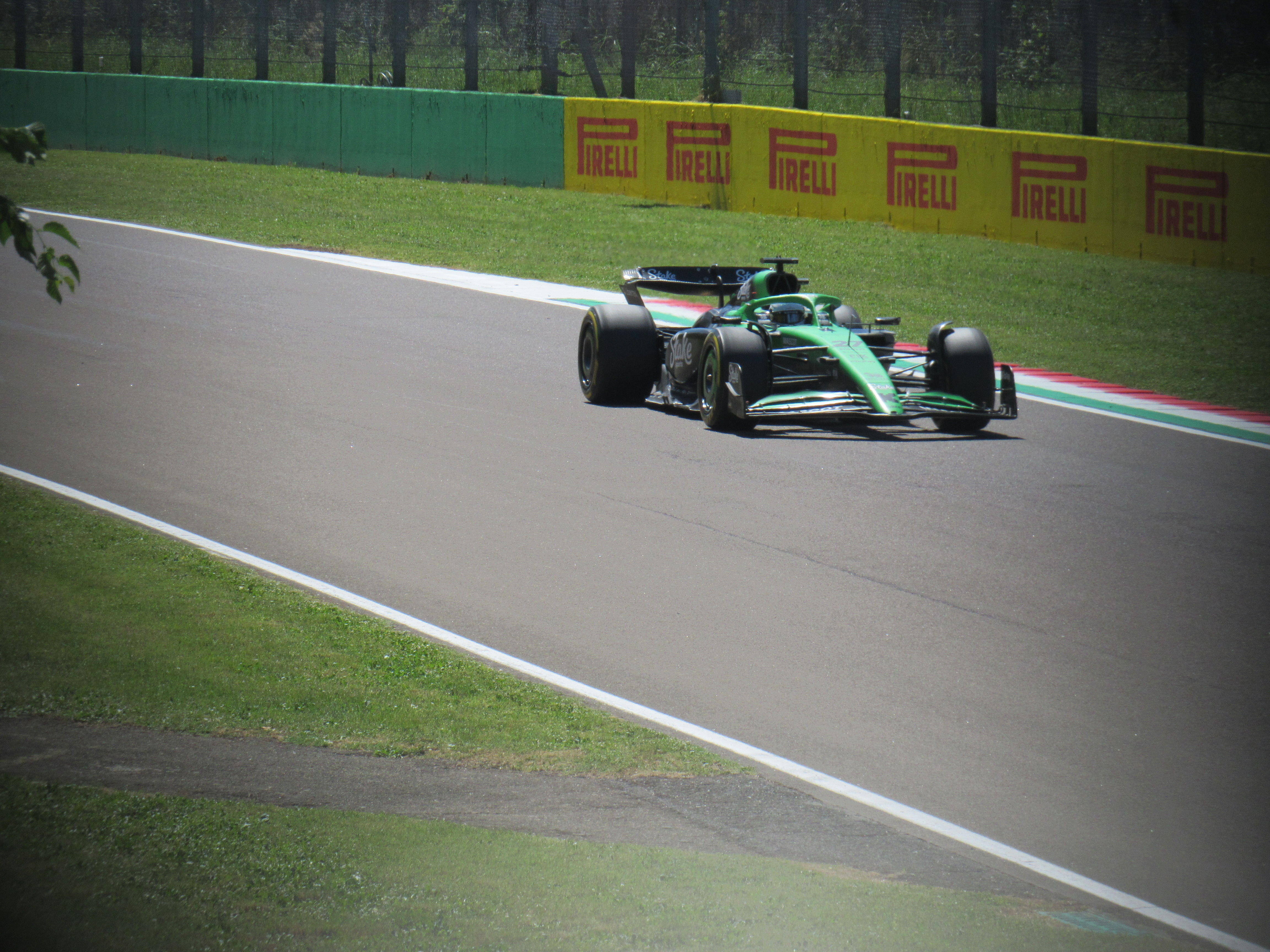
Nico Hülkenberg lors de la première séance d'essai du Grand Prix.

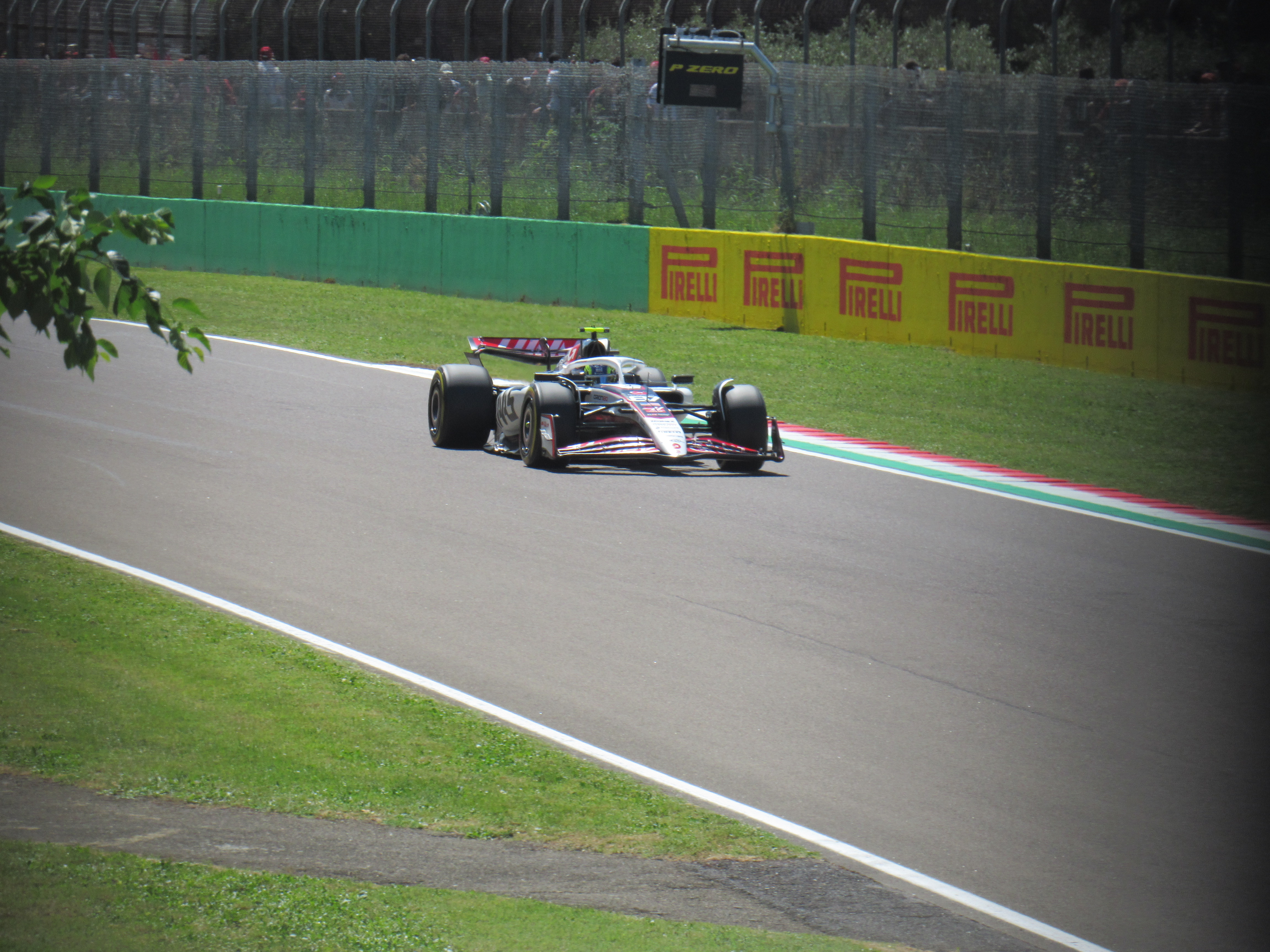
Oliver Bearman au Grand Prix d'Émilie-Romagne 2025.

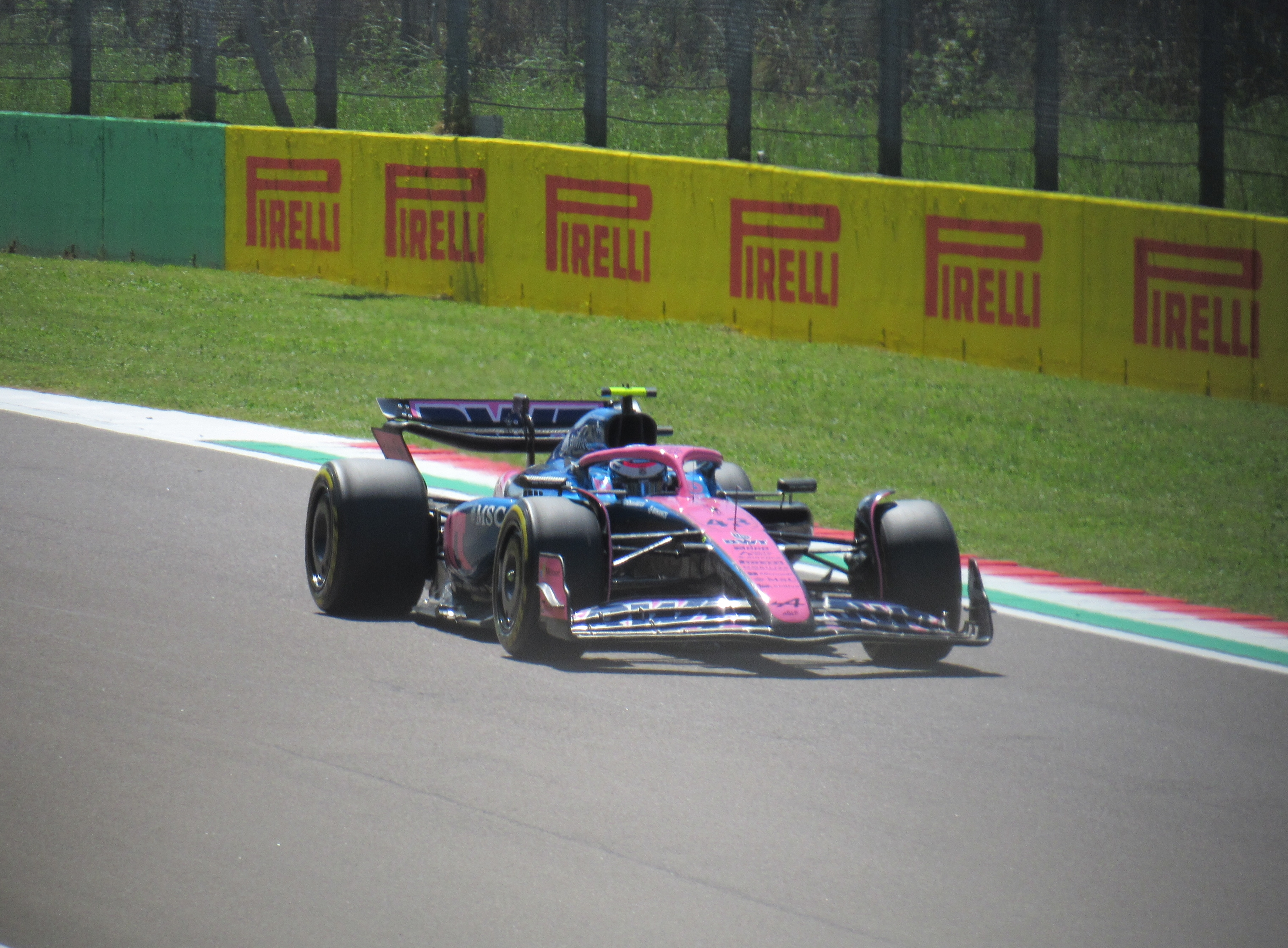
Franco Colapinto lors de la première séance d'essai du Grand Prix.

Contrairement à Max Verstappen, qui le devançait de 49 millièmes de seconde après les premières tentatives, Oscar Piastri améliore son temps lors de sa deuxième sortie en Q3 et part en pole position, pour la troisième fois de la saison et de sa carrière. Le leader du championnat bat le Néerlandais de 34 millièmes de seconde. Sur la deuxième ligne, George Russell et Lando Norris sont à seulement 137 et 292 millièmes de seconde. Les Aston Martin AMR25, en regain de forme à Imola, permettent à Fernando Alonso d'obtenir le cinquième temps, devant Carlos Sainz sur la troisième ligne, alors que Lance Stroll est huitième, derrière Alexander Albon. La cinquième ligne a l'accent francophone avec Isack Hadjar suivi de Pierre Gasly. Sur leurs terres, à quelques dizaines de kilomètres de Maranello les pilotes de la Ferrari SF-25, Charles Leclerc, onzième et Lewis Hamilton, douzième, sont éliminés en Q2.
Pour le 400e Grand Prix de Red Bull Racing, Max Verstappen s'impose une quatrième fois consécutive à Imola et remporte sa deuxième victoire de la saison, la soixante-cinquième de sa carrière. Un freinage tardif au premier virage lui permet de dépasser Oscar Piastri par l'extérieur puis de mener l'épreuve jusqu'à son terme ; aucune des péripéties de cette course très animée, d'une voiture de sécurité virtuelle à une autre bien réelle, ne perturbe la marche du quadruple champion du monde en titre au volant d'une RB21 aux qualités retrouvées, mais avec laquelle Yuki Tsunoda doit s'escrimer durant toute l'épreuve pour entrer dans points. Verstappen devance sur le podium les McLaren qui n'ont pas été en mesure de l'inquiéter ; Lando Norris, grâce à des pneus plus frais en fin de course, prend le meilleur sur son coéquipier pour terminer deuxième.   
À l'extinction des feux, occupé à contenir George Russell qui a pris la meilleure impulsion, Oscar Piastri laisse Max Verstappen prendre la trajectoire extérieure à l'entrée dans la chicane de Tamburello. Ce dernier retarde son freinage au maximum et, comme il l'expliquera « emmène beaucoup de vitesse en relâchant les freins » ce qui lui permet de dépasser la McLaren puis de la mettre rapidement à distance. Dans une tentative d'undercut, Piastri s'arrête dès le treizième tour et laisse la deuxième position à Norris, rapidement revenu aux avant-postes depuis sa quatrième place sur la grille. Norris rentre au vingt-huitième tour et, au moment de son retour en piste, Esteban Ocon tombe en panne et s'arrête sur le gazon, provoquant une procédure de voiture de sécurité virtuelle, ce dont profite Verstappen pour bénéficier d'un « arrêt gratuit ». Son avance passe ainsi à plus de vingt secondes sur Norris. Il ne laisse aucune chance à ses rivaux jusqu'au drapeau à damier, agité par Federica Brignone. 
Avec une vraie voiture de sécurité déployée au quarante-sixième tour pour permettre de dégager la Mercedes d'Antonelli en panne en bord de piste, les diverses stratégies sont chamboulées, et les pilotes Ferrari, revenus du milieu de la grille avec un excellent rythme de course, tirent leur épingle du jeu, luttant dans les derniers tours pour les gros points contre la Williams d'Alexander Albon. Leclerc, quatrième à la relance, s'écarte au cinquante-quatrième tour, mais est toujours en pneus durs usés tandis qu'Albon et Hamilton ont changé leurs gommes, tout comme Norris et Verstappen et non Piastri. Albon se montre dès lors très pressant, aileron arrière mobile ouvert, derrière Leclerc qui se défend au point d'obliger son rival à mettre deux roues hors piste, ce qui permet à Hamilton de le doubler. En gommes plus fraîches, Hamilton dépasse son coéquipier à trois tours de l'arrivée pour terminer quatrième, son meilleur résultat avec Ferrari. Dans l'avant-dernier tour, sur ordre de son stand et pour se prémunir d'une éventuelle pénalité pour sa défense musclée du cinquante-neuvième tour, Leclerc laisse la cinquième place à Albon. George Russel, dans l'impossibilité d'obtenir un meilleur résultat, se contente d'une septième place qu'il doit même défendre sur la fin face à Sainz. Isack Hadjar fait une nouvelle course solide pour prendre les deux points du neuvième rang, devant Yuki Tsunoda qui dédie son point à ses mécaniciens qui ont reconstruit entièrement sa monoplace après son crash en essais libres.
L'avance d'Oscar Piastri (146 points), en tête du championnat, se réduit à treize points sur Lando Norris (133 points) et vingt-deux sur Max Verstappen (124 points). Toujours dans les points depuis le début de la saison, George Russell (99 points) reste quatrième devant Charles Leclerc (61 points) tandis que Lewis Hamilton (53 points) accède au sixième rang d'où il déloge Kimi Antonelli (48 points). Alexander Albon (40 points), qui continue d'engranger les bons résultats, est huitième devant Esteban Ocon et Lance Stroll (14 points chacun). Au championnat des constructeurs, McLaren (279 points) augmente encore son avance sur Mercedes (147 points) qui précède Red Bull (131 points) et Ferrari (114 points). Plus loin, Williams (51 points) cinquième, devance Haas (20 points) ; suivent Aston Martin (14 points), Racing Bulls (10 points), Alpine (7 points) et Kick Sauber (6 points).

### Grand Prix de Monaco

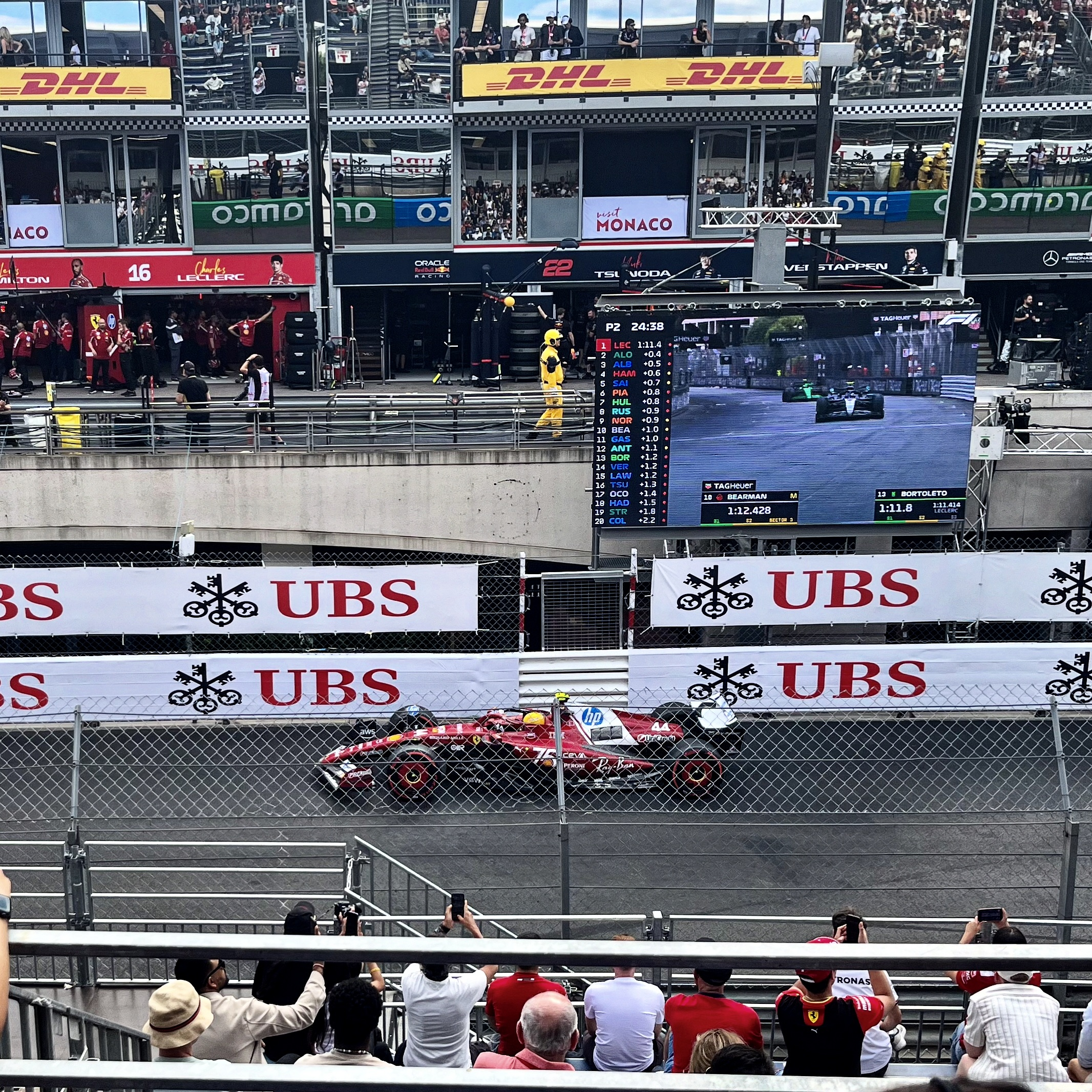
Lewis Hamilton lors de la deuxième séance d'essais libres.

En tête de toutes les séances d'essais, Charles Leclerc pense obtenir sa quatrième pole position sur ses terres après son dernier tour rapide en Q3 quand il améliore le record du circuit ; mais dans son deuxième tour rapide enchaîné sur le gong, Lando Norris le devance de 109 millièmes de seconde et réalise son premier départ en tête à Monaco et le onzième de sa carrière. Oscar Piastri est troisième devant Lewis Hamilton, mais le septuple champion du monde est pénalisé d'un recul de trois places sur la grille pour avoir, lors de la Q1, gêné Max Verstappen qui accède à la deuxième ligne. Isack Hadjar se retrouve cinquième, sa meilleure position sur la grille, devant Fernando Alonso, en troisième ligne. Hamilton glisse au septième rang et s'élance devant Esteban Ocon tandis que Liam Lawson et Alexander Albon occupent la cinquième ligne. Cette séance qualification est marquée par l'élimination précoce des deux Mercedes en Q2 : Andrea Kimi Antonelli tapant le rail à la chicane du port et George Russell tombant en panne de moteur dans le tunnel.
L'obligation d'effectuer deux arrêts en course pour tenter d'éviter une procession toute monégasque (la nature même du circuit historique et l'actuelle largeur des monoplaces rendent quasi impossibles les dépassements en course) n'a pas produit les effets espérés au terme d'une épreuve remportée par le poleman Lando Norris. Les quatre premiers sur la grille arrivent dans le même ordre et tous les pilotes dans les points le sont grâce à leur performance en qualification. Si Charles Leclerc passe les vingt derniers tours collé à la McLaren de Norris, il ne trouve pas pour autant le moindre espace pour le doubler. De même, Liam Lawson ralentit considérablement le peloton pour protéger son coéquipier Isack Hadjar et lui offrir deux arrêts « gratuits » aux 14e et 19e tours ; les pilotes Mercedes perdent leurs nerfs derrière les coéquipiers Williams, qui s'échangent les positions devant eux, George Russell coupant délibérément la chicane du port pour passer Albon avant d'être pénalisé d'un drive-through, Antonelli faisant de même quelques tours plus tard, mais rendant la position à son rival.    
Norris remporte la sixième victoire de sa carrière, sa seconde de la saison, grâce à sa pole position du samedi. Il obtient son troisième hat trick en réalisant le meilleur tour sous le drapeau à damier. Max Verstappen se retrouve en tête à partir du cinquantième tour car il n'a, à ce point, effectué que son premier arrêt. Il mène jusqu'à l'avant-dernière boucle en bouchonnant une meute compacte composée de Norris, Leclerc et Piastri avec l'idée d'attendre, jusqu'au bout, un éventuel fait de course qui verrait la sortie d'une voiture de sécurité ou un drapeau rouge. Le Néerlandais rentre finalement au stand et termine quatrième, sa place du départ. Une bonne stratégie chez Ferrari et des changements de pneus très rapides permettent à Lewis Hamilton de gagner une place sur Hadjar (Fernando Alonso abandonnant après trente-six tours) pour finir cinquième après une course solitaire achevée à 48 secondes de son coéquipier. Hadjar obtient son meilleur résultat depuis ses débuts, suivi par Esteban Ocon, auteur d'une course solide pour conserver la position acquise le samedi. Il en va de même pour Liam Lawson qui marque ses quatre premiers points de l'année, alors que les pilotes Williams, Albon et Sainz, s'attribuent les points des neuvième et dixième places. Seuls les cinq premiers finissent dans le même tour, les pilotes Mercedes terminent hors des points, Russel à deux tours et Antonelli à trois.
En tête du championnat, l'avance d'Oscar Piastri (161 points) se réduit à trois points sur Lando Norris (158 points) tandis que Max Verstappen est repoussé à vingt-cinq points (124 points). Bien que pour la première fois hors des points depuis le début de la saison, George Russell (99 points) reste quatrième devant Charles Leclerc (79 points), Lewis Hamilton (63 points) et Kimi Antonelli (48 points). Alexander Albon (42 points), qui continue d'engranger les bons résultats, est huitième devant Esteban Ocon (20 points) et Isack Hadjar (15 points) qui dépasse Lance Stroll. Au championnat des constructeurs, McLaren (319 points) augmente encore son avance sur Mercedes (147 points) qui ne devance plus que de quelques points Red Bull (143 points) et Ferrari (142 points). Plus loin, Williams (54 points) cinquième, devance Haas (26 points) ; suivent Racing Bulls (22 points) qui a pris l'ascendant sur Aston Martin (14 points), Alpine (7 points) et Kick Sauber (6 points).

### Grand Prix d'Espagne

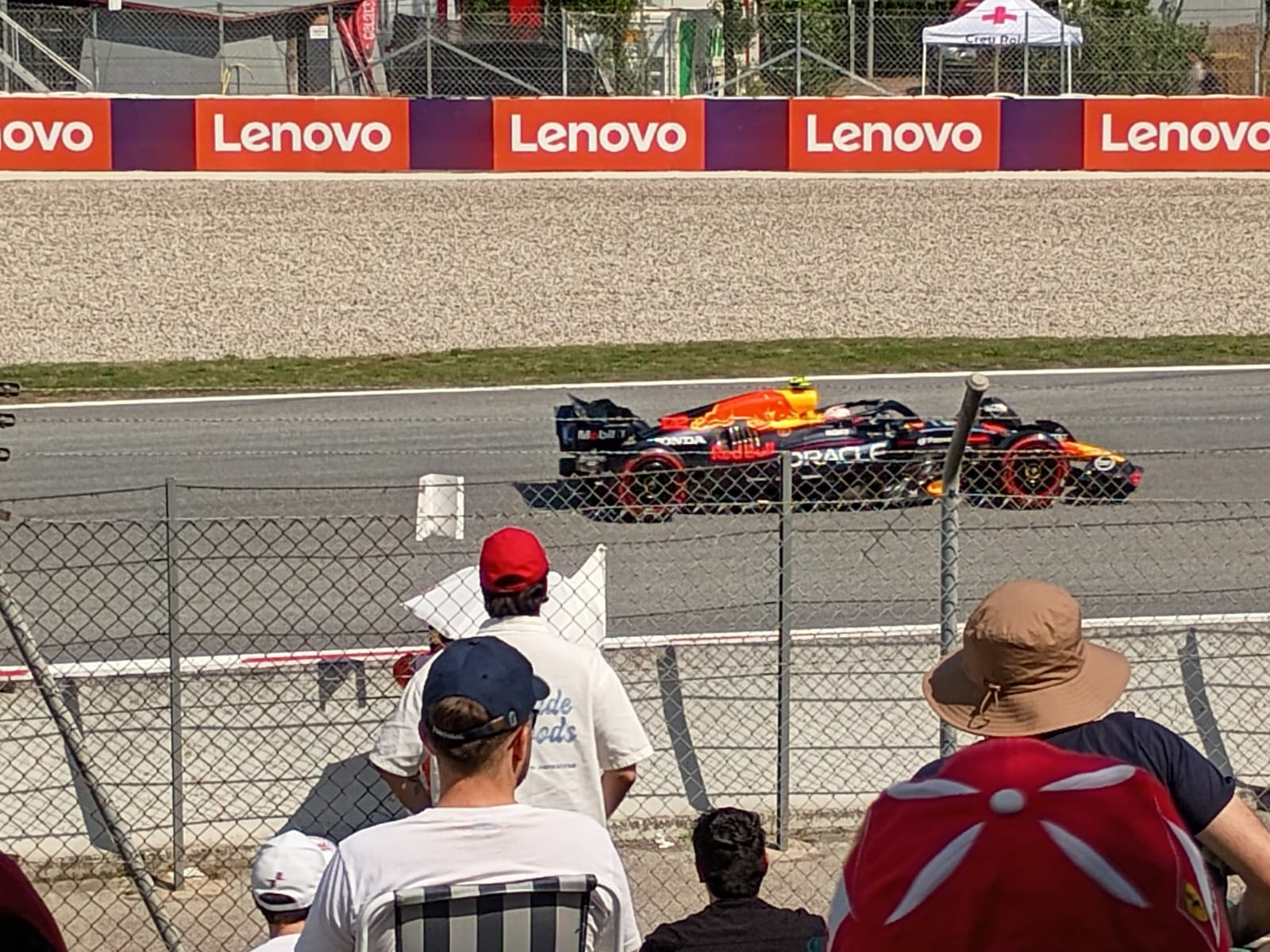
Yuki Tsunoda lors des essais libres en Espagne.

Le match pour la pole position lors de la troisième phase des qualifications se résume à une explication entre les pilotes McLaren ; à sa deuxième tentative, Oscar Piastri bat tous les records de secteurs pour devancer Lando Norris de plus de deux dixièmes de seconde et obtenir son quatrième départ en tête de la saison et de sa carrière. Exceptionnellement, Max Verstappen et George Russell partent dans cet ordre en deuxième ligne après avoir réalisé un temps identique. Lewis Hamilton, cinquième (sa meilleure position sur la grille depuis ses débuts avec Ferrari), devance Andrea Kimi Antonelli. Charles Leclerc, qui n'a pas effectué de deuxième sortie en Q3 faute de train de pneus tendres neufs, est sur la quatrième ligne, accompagné de Pierre Gasly. En cinquième ligne, Isack Hadjar, neuvième, précède Fernando Alonso .
L'interdiction des ailerons avant flexibles n'a rien changé à la hiérarchie en vigueur depuis le début de saison et à la supériorité des McLaren. Oscar Piastri reprend sa marche en avant en remportant sa cinquième victoire de la saison, la septième de sa carrière, agrémentée de son deuxième hat trick et d'une huitième présence consécutive sur le podium. Parti de la pole position, il n'est jamais réellement menacé, même lorsqu'il doit gérer, en fin de course après la sortie de la voiture de sécurité, une relance fatale à Max Verstappen et qui ouvre à Charles Leclerc la route du podium ; devant le Monégasque, Lando Norris permet à McLaren d'obtenir son cinquante-deuxième doublé. 
Au départ, Verstappen dépasse Norris par l'extérieur du premier virage pour s'intercaler entre les McLaren alors que, dans le premier tour, Nico Hülkenberg passe de la quinzième à la dixième place. Leclerc double les Mercedes et s'installe en cinquième position, derrière son coéquipier Hamilton, qu'il dépasse au bout de dix boucles. Norris, aileron arrière mobile ouvert, prend le meilleur sur Verstappen au bout de la ligne droite des stands à l'entame du treizième tour. Alors que la plupart des pilotes optent pour deux arrêts, Red Bull et Verstappen sont sur une stratégie décalée à trois passages au stand ; il est ainsi en mesure de rouler en tête, pour la centième fois de sa carrière, du 23e au 29e tour et, grâce à des gommes plus fraîches, de dépasser Leclerc pour le gain de la troisième place après trente-six tours.
Tout semble en place pour un podium constitué du trio Piastri-Norris-Verstappen quand, au cinquante-cinquième tour, Antonelli tombe en panne de moteur, stoppant sa monoplace en bord de piste et provoquant la sortie de la voiture de sécurité. Celle-ci mène la meute jusqu'au dédoublage de tous les retardataires et ne s'écarte qu'à six tours de l'arrivée. Si tous les pilotes en ont profité pour se chausser de neuf, Verstappen ne disposait plus que d'un train de pneus durs pour sa RB21. Dès la relance, il perd l'arrière de sa monoplace et fait un gros écart, ce dont Leclerc profite pour le dépasser, les deux voitures se touchant dans la ligne droite des stands. Lorsque Russell essaye à son tour de le dépasser, au freinage à l'intérieur du premier virage, le Néerlandais sort de la piste, prend l'échappatoire et ressort devant son rival ; son stand lui intime de rendre la position pour éviter une pénalité. Alors que Verstappen semble s'exécuter à deux tours de l'arrivée, ralentissant au virage no 5, il donne brusquement un coup de volant et percute la Mercedes arrivée à sa hauteur. Il s'écarte finalement quelques virages plus loin pour rendre la quatrième place à Russell mais écope d'une pénalité de dix secondes pour son coup de sang.
Pendant ce temps, Nico Hülkenberg, à bord de sa C45, multiplie les dépassements et prend même le meilleur sur Hamilton, obtenant ainsi la cinquième place devant le septuple champion du monde. Tirant parti de sa bonne qualification, et ayant dépassé Pierre Gasly au bout de vingt-quatre tours, Isack Hadjar le maintient derrière lui durant toute la course ; les deux Français se classent septième et huitième. Fernando Alonso marque ses premiers points de la saison, dixième sous le drapeau à damier mais reclassé neuvième, la pénalité de Verstappen le faisant chuter à la dixième position.  
En tête du championnat, l'avance d'Oscar Piastri (186 points) passe désormais à dix points sur Lando Norris (176 points) tandis que Max Verstappen est repoussé à quarante-neuf points (137 points). George Russell (111 points) reste quatrième devant Charles Leclerc (94 points), Lewis Hamilton (71 points), Kimi Antonelli (48 points), Alexander Albon (42 points) et Isack Hadjar (21 points) qui dépasse Esteban Ocon. Au championnat des constructeurs, McLaren (362 points) devance désormais Ferrari (165 points) qui gagne deux positions, Mercedes (159 points) et Red Bull (144 points) qui chute de deux places. Plus loin, Williams (54 points) cinquième, devance Racing Bulls (28 points) qui a pris l'ascendant sur Haas (26 points) ; suivent, à égalité de points Kick Sauber et Aston Martin (14 points), Alpine (11 points) fermant la marche.

### Grand Prix du Canada

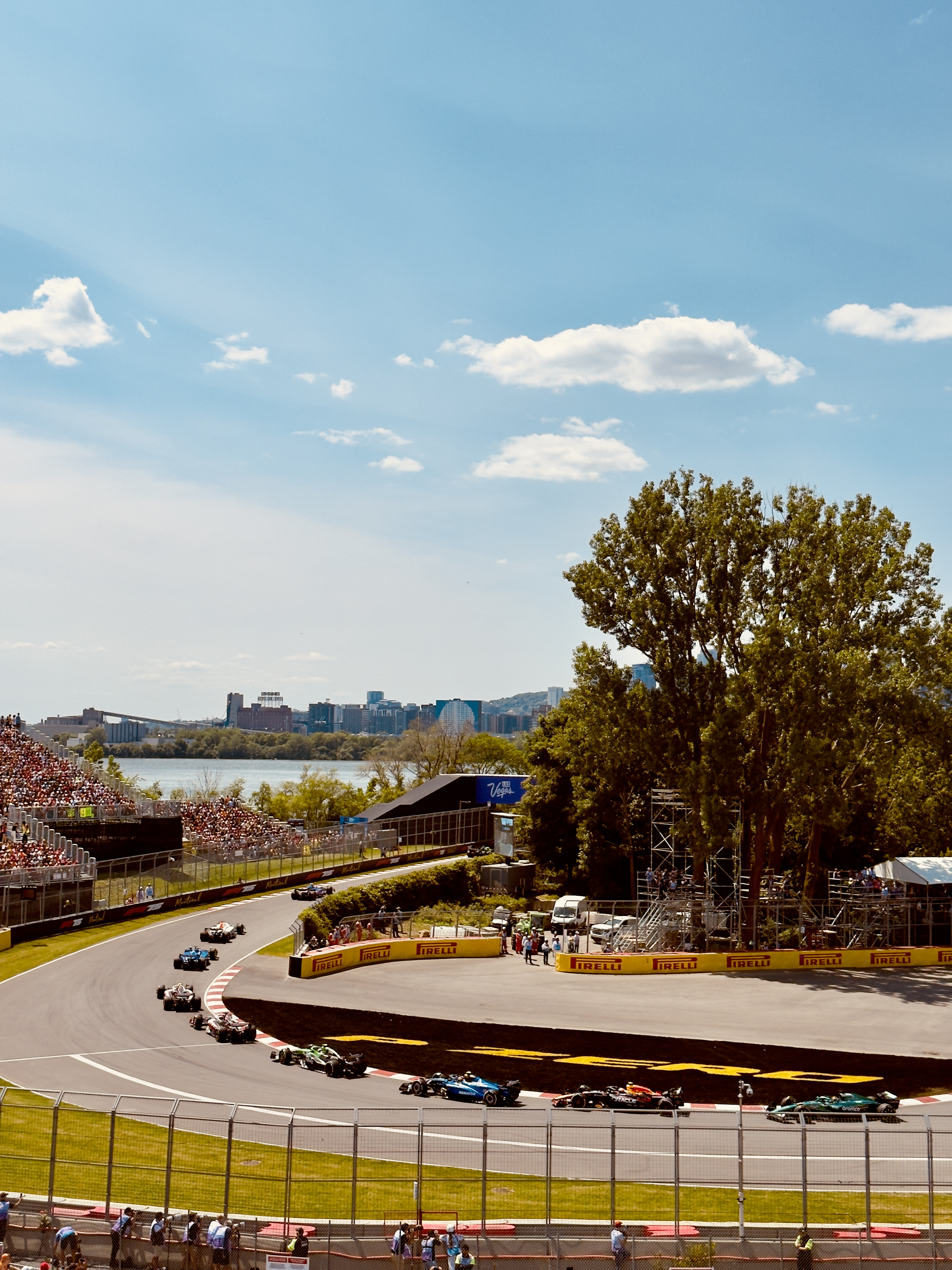
Le peloton lors du premier tour du Grand Prix du Canada.

George Russell est le quatrième pilote de la saison à s'élancer en pole position après Lando Norris, Oscar Piastri et Max Verstappen. Déjà parti en tête sur le circuit de l'Île Notre-Dame un an plus tôt, le pilote Mercedes récidive à la faveur d'un tour magistral, lors de sa deuxième tentative en Q3, qui lui permet de battre Max Verstappen de 160 millièmes de seconde ; il obtient ainsi la sixième pole de sa carrière. Oscar Piastri et Andrea Kimi Antonelli occupent la deuxième ligne. Neuf titres mondiaux voisinent en troisième ligne avec Lewis Hamilton et Fernando Alonso. Lando Norris et Charles Leclerc partent septième et huitième, la cinquième ligne étant composée d'Isack Hadjar et Alexander Albon.
Auteur d'un bon départ, George Russell n'est jamais inquiété pour la victoire lors d'une course à deux arrêts pour quasi tous et qui s'achève à la queue leu-leu derrière la voiture de sécurité. Il s'invite ainsi parmi les vainqueurs de la saison, les mêmes qui s'étaient jusque là partagés toutes les pole positions et toutes les victoires. Il s'agit du quatrième succès de sa carrière et de son premier hat trick, puisqu'il réalise le meilleur tour dans la soixante-troisième boucle. Sous le drapeau à damier, agité par Jean Alesi trente ans après sa victoire à Montréal, il devance Max Verstappen, seulement en mesure de sécuriser la deuxième place, alors que Kimi Antonelli complète la belle journée de Mercedes en obtenant son premier podium pour son dixième départ, à 18 ans, 9 mois et 21 jours.
À l'extinction des feux, alors que Russell réalise un départ parfait suivi de Verstappen, Antonelli dépasse Piastri dans l'enchaînement des virages no 1 et 2 ; il va maintenir derrière lui le leader du championnat durant toute l'épreuve. En cinquième et sixième position, les Ferrari mènent une course sans relief, notamment Lewis Hamilton dont le fond plat de sa monoplace a été fortement endommagé après qu'il a écrasé une marmotte en début de course. Parti septième, Norris remonte inexorablement et, bénéficiant de gommes plus fraîches, menace sévèrement la quatrième place de son coéquipier Piastri dans les derniers tours ; leur lutte est d'autant plus intense qu'ils bénéficient tous deux de l'usage de leur aileron arrière mobile, Norris à moins d'une seconde de l'autre McLaren et Piastri dans la même situation derrière Antonelli. À la fin du soixante-sixième tour, ils se doublent et redoublent dans l'enchaînement des virages no 12 et 13 puis dans la ligne droite à l'attaque de la soixante-septième boucle. Norris tente une attaque en déboîtant sur la gauche mais, faute de place, met deux roues dans l'herbe et casse son aileron avant contre la roue arrière de la monoplace de Piastri. Lorsque l'aileron se détache, il roule dessus et perd le contrôle de sa monoplace qui percute latéralement le mur, provoquant la sortie de la voiture de sécurité tandis que Piastri conserve sa quatrième position, expliquant après course n'avoir rien senti. La course est neutralisée jusqu'au drapeau à damier, les deux tours restants n'étant pas suffisants pour procéder au dégagement de la McLaren. Fernando Alonso profite de sa belle performance en qualifications pour terminer septième, son meilleur résultat de la saison, devant Nico Hülkenberg qui a extrait tout le potentiel de sa Sauber, tout comme Esteban Ocon, parti quatorzième, auteur d'un stratégie audacieuse (57 tours avec son premier train de pneus durs et un seul arrêt au stand) et neuvième au volant de sa Haas ; Carlos Sainz prend le dernier point en jeu.  
En tête du championnat, l'avance d'Oscar Piastri (198 points) augmente désormais à vingt-deux points sur Lando Norris (resté à 176 points) tandis que Max Verstappen revient à quarante-trois points (155 points). George Russell (136 points) reste quatrième devant Charles Leclerc (104 points), Lewis Hamilton (79 points), Kimi Antonelli (63 points), Alexander Albon (42 points) et Esteban Ocon (22 points) qui repasse devant Isack Hadjar (21 points). Au championnat des constructeurs, McLaren (374 points) devance désormais Mercedes (199 points) qui reprend le meilleur sur Ferrari (183 points), et Red Bull (162 points). Plus loin, Williams (55 points) cinquième, devance Haas et Racing Bulls (28 points chacun) ; suivent Aston Martin (22 points) qui dépasse Kick Sauber (20 points), Alpine (11 points) fermant la marche.

### Grand Prix d'Autriche

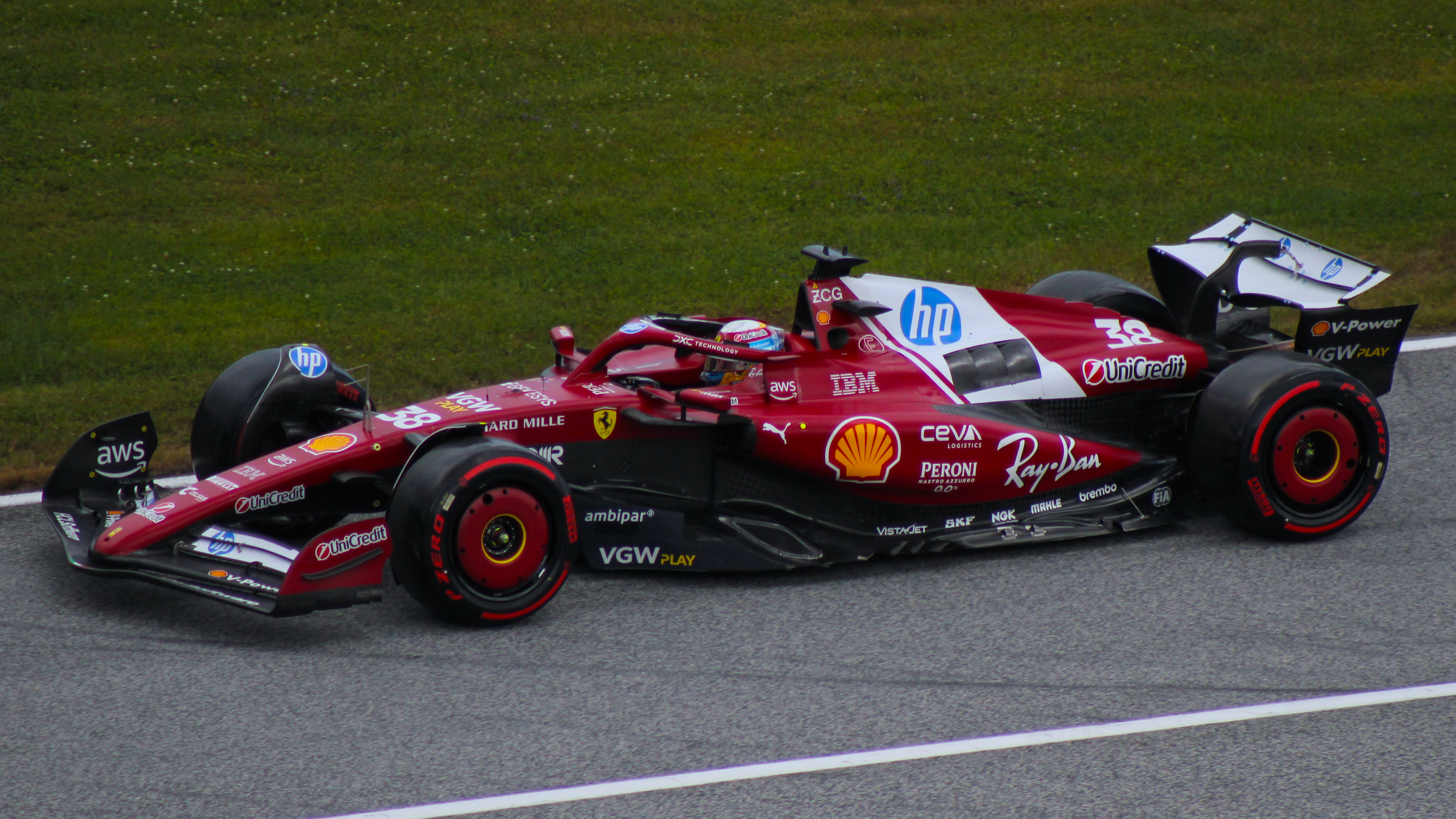
Dino Beganovic lors de la première séance d'essais.

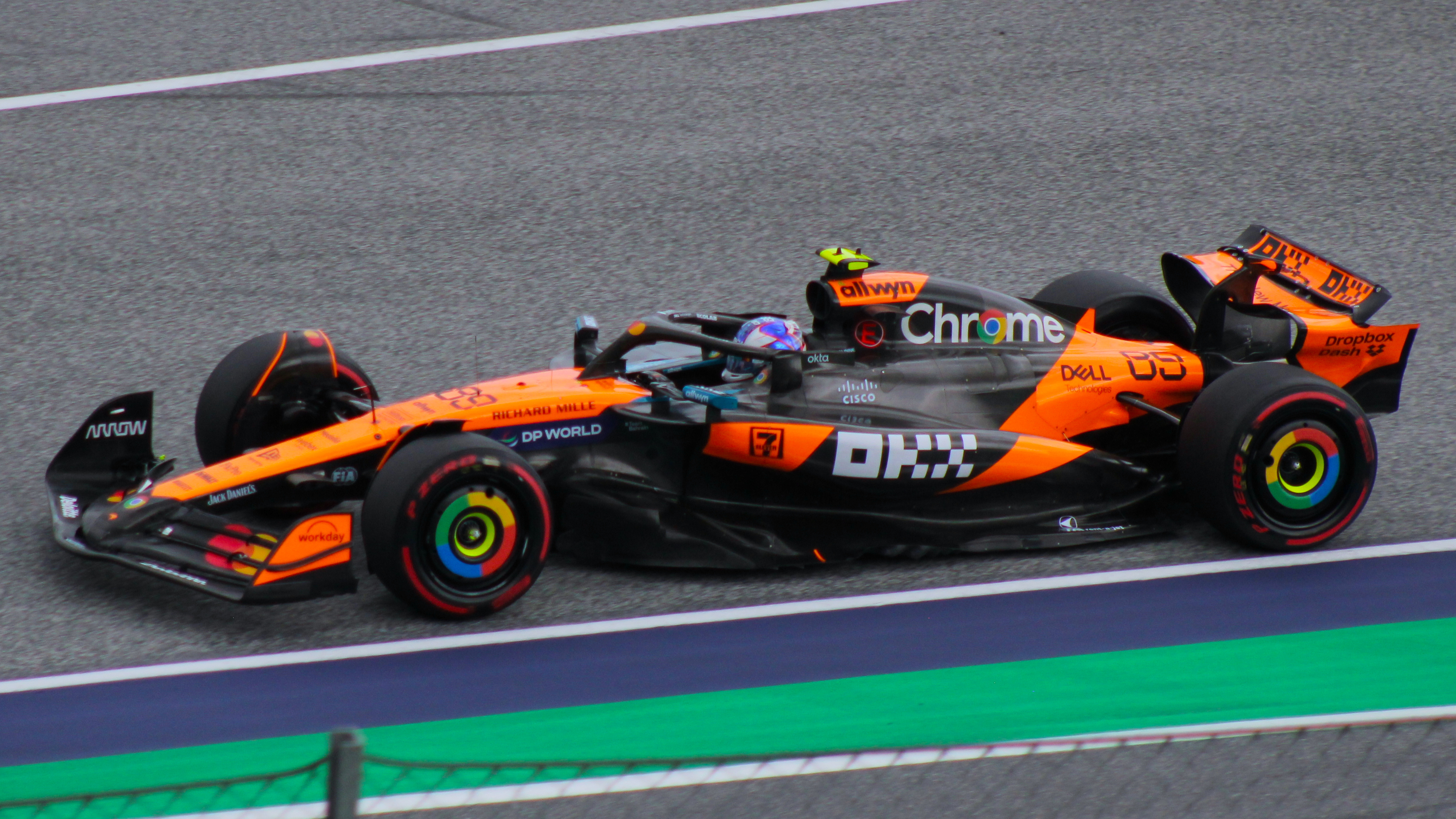
Alex Dunne lors de la première séance d'essais.

Pour obtenir la douzième pole position de sa carrière, sa troisième de la saison, Lando Norris, meilleur temps de chacune des trois phases des qualifications, relègue, lors de sa deuxième tentative en Q3, Charles Leclerc à plus d'une demi-seconde, qui réussit toutefois à s'intercaler entre les McLaren. En deuxième ligne, Oscar Piastri devance Lewis Hamilton qui atteint sa meilleure position sur la grille de la saison, tout comme Liam Lawson, sur la troisième ligne, sixième derrière George Russell. Max Verstappen doit se contenter du septième temps devant Gabriel Bortoleto qui atteint, pour la première fois, la dernière phase des qualifications ; la cinquième ligne est composée d'Andrea Kimi Antonelli et Pierre Gasly.
En bagarre rapprochée durant leur premier relais, les McLaren obtiennent leur quatrième doublé de la saison, le cinquante troisième de leur histoire, avec la septième victoire de Lando Norris, sa troisième cette année. Après avoir dépassé Charles Leclerc dès le premier virage, Oscar Piastri fait tout son possible pour tenter de subtiliser les commandes de la course à son coéquipier mais ce dernier résiste puis le maintient hors de sa zone DRS dans la deuxième partie de la course. Leclerc est à nouveau sur le podium, pour la troisième fois en quatre courses, Lewis Hamilton égale derrière lui son meilleur résultat de la saison, tandis que Max Verstappen ne voit pas la fin du premier tour devant des dizaines de milliers de supporters.  
Au premier virage après l'extinction des feux, Piastri prend la trajectoire extérieure et dépasse Leclerc pour se coller derrière son coéquipier. Kimi Antonelli rate son freinage au virage no 3, bloque ses roues et harponne la Red Bull de Max Verstappen : tous deux sont contraints à l'abandon ; la voiture de sécurité est envoyée en piste. De la relance à leurs premiers arrêts au stand (Norris à la fin du vingtième tour, Piastri quatre tours plus tard), les McLaren sont en combat rapproché, Piastri utilisant son aileron arrière mobile pour venir à hauteur de Norris au bout de chaque ligne droite, tentant plusieurs fois l'attaque, et risquant même de briser les Papaya rules (le règlement interne qui laisse les pilotes se battre du moment qu'ils ne font pas de dégâts) quand il bloque ses roues dans le virage no 4 au vingtième tour et passe à quelques centimètres de percuter son rival. L'écart créé après leurs premiers arrêts respectifs, restera supérieur à une seconde jusqu'au dernier tour. Leclerc navigue isolé en troisième position, sans pouvoir suivre les McLaren mais sans être menacé par son coéquipier qui se bat contre George Russell dans les premiers virages puis le maintient derrière lui jusqu'au bout. 
Sixième sur la grille, Liam Lawson l'est également à l'arrivée, après une course très solide au volant de sa VCARB 02 : il perd trois places en partant hors piste pour éviter l'accrochage Antonellli-Verstappen puis les regagne pour obtenir le meilleur résultat de sa carrière. Il est le dernier pilote dans le même tour que le vainqueur. Plus loin, Fernando Alonso revient du onzième range sur la grille pour prendre la septième place en résistant à un Gabriel Bortoleto en verve, qui tire les fruits de sa bonne qualification, et qui marque ses premiers points à son onzième départ en Formule 1. Vingtième et dix-septième sur la grille de départ, Nico Hülkenberg et Esteban Ocon achèvent leur remontées dans les points restants. Avec l'abandon précoce de Verstappen et la dernière place de Yuki Tsunoda, à deux tours du vainqueur, Red Bull connaît, sur ses terres, sa première course sans point après une série de soixante-dix-sept Grands Prix. 
En tête du championnat, l'avance d'Oscar Piastri (216 points) se réduit désormais à quinze points sur Lando Norris (201 points) tandis que Max Verstappen (resté à 155 points) est repoussé à soixante-et-un points. George Russell (146 points) est toujours quatrième devant Charles Leclerc (119 points), Lewis Hamilton (91 points), Kimi Antonelli (63 points), Alexander Albon (42 points), Esteban Ocon (23 points) et Nico Hülkenberg (22 points) qui repasse devant Isack Hadjar. Au championnat des constructeurs, McLaren (417 points) devance désormais Ferrari (210 points) qui reprend le meilleur sur Mercedes (209 points), et Red Bull resté à 162 points. Plus loin, Williams (resté à 55 points) est toujours cinquième devant Racing Bulls (36 points) qui dépasse Haas (29 points) ; suivent Aston Martin (28 points), Kick Sauber (26 points) et Alpine (11 points).

### Grand Prix de Grande-Bretagne
Seulement auteur du sixième temps lors des premières tentatives en Q3 dominées par Oscar Piastri devant Lewis Hamilton, Max Verstappen réalise un tour d'anthologie sous le drapeau à damier pour devancer les McLaren et s'adjuger sa quatrième pole position de la saison, la quarante-quatrième de sa carrière. Sur la première ligne, il devance Piastri de 103 millièmes de seconde alors que Norris part en deuxième ligne, devant George Russell. La troisième ligne est colorée de rouge, Hamilton qui n'a pas amélioré lors de sa deuxième sortie, placé aux côtés de Charles Leclerc. La suite de la grille tient compte de différentes pénalités, si bien que Fernando Alonso part septième devant Pierre Gasly (initialement dixième) et que la cinquième ligne accueille Carlos Sainz et Andrea Kimi Antonelli, septième temps et pénalisé d'un recul de trois places. 
Lando Norris sort vainqueur d'une épreuve particulièrement animée, ponctuée par une grosse averse entraînant la sortie de la voiture de sécurité. Pour avoir freiné trop fort lors de la relance au vingt-et-unième tour et contraint Verstappen à le dépasser, Oscar Piastri, largement leader de la course, doit observer au stand une pénalité de dix secondes, ce qui offre la victoire à son coéquipier. Parti en tête-à-queue lors de cette relance, Verstappen perd ses chances de monter sur le podium, lequel tombe dans l'escarcelle de Nico Hülkenberg ; pour son 239e départ en Formule 1, le pilote allemand de la Kick Sauber C45, qualifié en dix-neuvième position, passe littéralement entre les gouttes, observe un timing parfait pour ses deux arrêts au stand et pour la première fois de sa carrière commencée au Grand Prix de Bahreïn 2010, termine parmi les trois premiers.    
Au départ de la course, après une première averse et alors que le ciel semble s'éclaircir, tous les pilotes effectuent le tour de formation en pneus intermédiaires ; cinq d'entre eux, en particulier Charles Leclerc et George Russell, tentent toutefois le pari de ne pas se placer sur la grille mais de passer par leur stand pour se chausser de pneus lisses medium ou durs. Dès lors, leur course est ruinée car la pluie va revenir avec intensité. Dès le huitième tour, Oscar Piastri dépasse Max Verstappen, dont les intermédiaires sont déjà hors d'usage, et s'échappe. L'averse est telle qu'au quatorzième tour, alors que Piastri s'est ménagé une avance de treize secondes, la voiture de sécurité entre piste ; elle relâche la meute pour seulement un tour (le 17e) puis reprend la piste après qu'Isack Hadjar, en manque total de visibilité, percute la Mercedes d'Antonelli avant de se fracasser dans le mur. À la relance, quand la voiture de sécurité éteint ses gyrophares mais avant de franchir la ligne à partir de laquelle il est possible de repartir à pleine puissance et accessoirement de dépasser, Piastri ralentit de 218 à 52 km/h (soit 166 km/h), ce qui surprend Verstappen, contraint de lui passer devant. Quand les pilotes accélèrent sous drapeau vert, Verstappen part en tête-à-queue et se relance en dixième position, libérant la deuxième place pour Norris. Les commissaires de la FIA infligent à Piastri une pénalité de dix secondes pour « freinage erratique » ; il l'effectue lors de son arrêt au stand au quarante-troisième tour et repart deuxième derrière son coéquipier, qui remporte son Grand Prix national. 
Au milieu de toutes ces péripéties, où il faut jouer au plus serré avec les conditions météo, ne pas commettre l'ombre d'une faute et observer le bon timing pour chausser les différents types de pneumatiques adaptés aux conditions de piste, Nico Hülkenberg et Sauber jouent une partition magistrale. Le pilote allemand, troisième après trente-quatre tours tient sa position jusqu'au bout, montant sur son premier podium quinze ans après ses débuts dans la discipline. En fin de course, il contient Lewis Hamilton qui prend la quatrième place, Verstappen terminant sa remontée au cinquième rang. Les traditionnels « passager de la pluie » tirent leur épingle du jeu, Pierre Gasly sixième et Lance Stroll septième. Solide lui aussi, Alexander Albon devance Fernando Alonso au huitième rang alors que George Russell, revenu du diable vauvert, prend le point restant.  
En tête du championnat, l'avance d'Oscar Piastri (234 points) se réduit désormais à huit points sur Lando Norris (226 points) tandis que Max Verstappen (165 points) est repoussé à soixante-neuf points. George Russell (147 points) est toujours quatrième devant Charles Leclerc (resté à 119 points), Lewis Hamilton (103 points), Andrea Kimi Antonelli (resté à 63 points), Alexander Albon (46 points) et Nico Hülkenberg (37 points). Au championnat des constructeurs, McLaren (460 points) devance Ferrari (222 points), Mercedes (210 points), et Red Bull (172 points). Plus loin, Williams (59 points), cinquième, devance désormais Kick Sauber (41 points),  Racing Bulls et Aston Martin (36 points chacun), Haas (29 points) et Alpine qui ferme la marche avec 19 points.

### Grand Prix de Belgique
Meilleur temps des qualifications du sprint, Oscar Piastri subit au départ de la course courte du samedi, le sort de nombreux pilotes partis en tête à Spa Francorchamps : son suivant immédiat, Max Verstappen, prend son aspiration dans le Raidillon de l'Eau Rouge puis dans la ligne droite de Kemmel et le dépasse au freinage des Combes. Installé aux commandes, il passe les quinze tours en tête et prend les dix points de la victoire sans que Piastri, toujours proche, n'ait rien pu faire ; il s'agit de la douzième victoire en sprint du Néerlandais en vingt courses disputées sous ce format. Norris, dépassé par l'extérieur aux Combes par Charles Leclerc, reprend la troisième place après quatre tours. Esteban Ocon, cinquième des qualifications, termine à la même place ; suivent dans les points Carlos Sainz, Oliver Bearman et Isack Hadjar. 
Les qualifications du Grand Prix se résument à une explication entre les pilotes McLaren, dont Norris sort gagnant pour 85 millièmes de seconde ; il obtient sa quatrième pole position de la saison et la treizième de sa carrière. Les McLaren verrouillent la première ligne pour la troisième fois de la saison. Leclerc, troisième, devance Verstappen en deuxième ligne. Alexander Albon, en verve au volant de sa Williams, se hisse en troisième ligne, devant George Russell. Yuki Tsunoda retrouve, enfin, la Q3 et se qualifie septième, suivi d'Isack Hadjar. La cinquième ligne est composée par Liam Lawson et Gabriel Bortoleto.
Le « Rendez-vous au cinquième virage » du Grand Prix de Belgique se vérifie à nouveau lors du départ lancé de la course, en pneus intermédiaires, sur une piste détrempée après quatre tours derrière la voiture de sécurité. Dans les projections d'eau, Oscar Piastri se colle dans l'aspiration de la voiture de son coéquipier poleman en montant le raidillon puis déboîte au bout de la ligne droite de Kemmel pour ressortir en tête des Combes ; il a, dès lors, course gagnée pour peu qu'il ne fasse aucune erreur, ce qu'il accomplit pour la sixième fois de la saison, alors que Norris commet quelques fautes de trajectoire qui le condamnent à assurer le troisième doublé consécutif des McLaren. À bonne distance, Charles Leclerc résiste tout du long à Max Verstappen pour obtenir son cinquième podium de l'année.     
Lewis Hamilton est le grand animateur d'une course, lancée avec 1 h 20 de retard en raison d'une grosse averse, commencée sur le mouillé, poursuivie sur le sec et avare en actions. Parti de la voie des stands, il gagne onze places en commençant par multiplier les dépassements sur piste détrempée puis en étant le premier à troquer les gommes sculptées pour des medium au onzième tour, gagnant à nouveau plusieurs rangs pour prendre la septième place finale ; il est élu « pilote du jour ». George Russell prend rapidement le meilleur sur Alexander Albon afin de se classer cinquième ; le Thaïlandais suit en ne laissant pas Hamilton s'approcher de sa Williams. Liam Lawson profite de sa bonne qualification qui l'emmène en huitième position sous le drapeau à damier alors qu'Isack Hadjar, devant lui sur la grille, s'arrête trop tard pour chausser les pneus lisses et est victime d'ennuis techniques qui le plongent dans les tréfonds du classement. Parvenu lui aussi en Q3, Gabriel Bortoleto prend les deux points de la neuvième place tandis qu'une bonne stratégie et un pilotage solide permettent à Pierre Gasly, parti treizième, de s'adjuger le point restant.
En tête du championnat, l'avance d'Oscar Piastri (266 points) passe à seize points sur Lando Norris (250 points) tandis que Max Verstappen (185 points) est repoussé à quatre-vingt-un points. George Russell (157 points) est toujours quatrième devant Charles Leclerc (139 points), Lewis Hamilton (109 points), Andrea Kimi Antonelli (resté à 63 points), Alexander Albon (54 points) et Nico Hülkenberg (37 points). Au championnat des constructeurs, McLaren (516 points) possède plus du double de points de Ferrari (248 points) ; suivent Mercedes (220 points) et Red Bull (192 points). Encore plus loin, Williams (70 points), cinquième, devance Kick Sauber (41 points), Racing Bulls (41 points), Aston Martin (36 points) désormais talonnée par  Haas (35 points). Alpine ferme la marche avec 20 points.

### Grand Prix de Hongrie
« Je ne comprends rien à ce qui se passe! » déclare Charles Leclerc, surpris d'avoir devancé les pilotes McLaren pour obtenir sa première pole position de la saison après quatorze courses, et la vingt-septième de sa carrière. Un brusque rafraichissement de la température lors de la Q3 a permis à la SF-25 d'entrer dans sa fenêtre d'exploitation maximum et d'offrir de l'adhérence à son pilote, qui s'était extrait difficilement des deux premières phases qualificatives. Oscar Piastri, deuxième à 26 millièmes de seconde et Lando Norris, troisième à 41 millièmes, évoquent un vent erratique pour expliquer leur toute relative contre-performance. George Russell accompagne Norris en deuxième ligne, tandis que les Aston Martin trouvent enfin de la performance et se hissent sur la troisième ligne, Fernando Alonso cinquième, devant Lance Stroll. En verve lui aussi, Gabriel Bortoleto place sa Kick Sauber C45 devant la Red Bull de Max Verstappen sur la quatrième ligne. Ils sont suivis par les coéquipiers Racing Bulls Liam Lawson et Isack Hadjar. Dépité d'avoir été éliminé en Q2 avec le douzième temps, Lewis Hamilton se dit « absolument inutile ».
Auteur d'un très bon départ mais enfermé par son coéquipier, Lando Norris se retrouve cinquième à la fin du premier tour et fait le pari, gagnant, de prolonger au maximum son premier relais pour n'effectuer qu'un seul arrêt ; cette décision stratégique opérée au vol lui offre sa cinquième victoire de la saison, la neuvième de sa carrière. Les McLaren, qui repoussent de plus en plus loin la concurrence, obtiennent leur quatrième doublé consécutif, Oscar Piastri, qui s'est arrêté deux fois, tentant sans succès de dépasser son coéquipier dans les derniers tours. En perdition avec un châssis défaillant après avoir mené quarante tours durant, Charles Leclerc ne peut rien face à la Mercedes de George Russell qui le double pour le podium à neuf tours de l'arrivée.  
À l'extinction des feux, alors que Leclerc réalise un bon envol et enroule le premier virage en tête devant Piastri, Norris est dépassé par Russell et Alonso. Repassant ce dernier au bout de deux tours et naviguant en quatrième position, il décide avec son ingénieur de piste de prolonger au maximum son premier relais pour n'effectuer qu'un seul arrêt. À l'avant, Leclerc contrôle Piastri en le maintenant hors d'utilisation de l'aileron arrière mobile. Ce dernier tente un undercut en s'arrêtant au dix-huitième tour, le pilote Ferrari répondant dans la boucle suivante. Il laisse les commandes à Norris puis les reprend quand le Britannique observe son unique arrêt, au trente-et-unième tour. Ainsi, Leclerc mène la course jusqu'à son deuxième arrêt, au quarantième tour. Sa situation se dégrade par la suite : ressorti deuxième derrière Norris, il est rapidement rattrapé par Piasti (qui a effectué son deuxième arrêt au quarante-cinquième tour) qui n'en fait qu'une bouchée dans la cinquante-et-unième boucle avant de se lancer à la chasse de son coéquipier. Affecté par un problème de châssis, une casse ou un problème difficilement avouable, Leclerc perd deux secondes au tour sur ses rivaux, notamment sur Russell qui le dépasse en fin de course et file vers le podium.
En vue de l'arrivée, Piastri, dans les échappements de Norris depuis plusieurs tours, effectue un freinage très tardif pour tenter de se faufiler à l'intérieur du premier virage mais bloque ses roues ; l'accrochage étant évité de justesse, il est rappelé à l'ordre par son stand. Les McLaren passent la ligne en formation serrée, Russell est repoussé à plus de vingt secondes et Leclerc, pénalisé de cinq secondes pour une défense trop musclée face à Russell, passe sous le drapeau à damier avec plus de quarante secondes de retard. Fernando Alonso termine comme il est parti, cinquième, son meilleur résultat de la saison. Gabriel Bortoleto continue sa montée en puissance, s'élance tout de suite mieux que Lance Stroll et prend ainsi la sixième position qu'il conserve jusqu'au bout, devant le Canadien. Liam Lawson se classe huitième devant Max Verstappen qui fustige sa monoplace « trop lente ». À un tour des McLaren, Andrea Kimi Antonelli prend le dernier point en lice.    
À la trêve estivale, Oscar Piastri (284 points) ne possède plus qu'une avance de 9 points sur Lando Norris (275 points) tandis que Max Verstappen, troisième avec 187 points, et relégué à 97 points de Piastri et à 88 de Norris, déclare ne plus pouvoir se mêler à la lutte pour le titre alors que dix courses restent à disputer. George Russell (172 points) consolide sa quatrième place face à Charles Leclerc (151 points). Lewis Hamilton, qui n'a pas marqué, est isolé au sixième rang (109 points), détaché par rapport à Kimi Antonelli (64 points) et Alexander Albon (54 points) ; suivent Nico Hülkenberg (37 points) et Esteban Ocon, dixième avec 27 points. Chez les constructeurs, McLaren (559 points) possède plus du double de points de Ferrari (260 points) qui voit revenir Mercedes (236 points) tandis que Red Bull (194 points) stagne. Encore plus loin, Williams (70 points) est cinquième, alors qu'Aston Martin (52 points) gagne deux places au classement, repoussant Kick Sauber (51 points) au septième rang et Racing Bulls (45 points) au huitième. Haas (35 points), qui n'a pas marqué, reste neuvième et Alpine (20 points) ferme toujours la marche.

## Classements saison 2025

### Attribution des points
| Position             | 1er | 2e | 3e | 4e | 5e | 6e | 7e | 8e | 9e | 10e |
| Points en Grand Prix | 25  | 18 | 15 | 12 | 10 | 8  | 6  | 4  | 2  | 1   |
| Points en Sprint     | 8   | 7  | 6  | 5  | 4  | 3  | 2  | 1  |    |     |

### Pilotes
| Pos. | Pilotes               | AUS  | CHN    | JPN | BAH  | KSA  | MIA  | EMI  | MON  | ESP   | CAN  | AUT  | GB   | BEL  | HON  | PB | ITA | AZE | SGP | USA | MEX | SÃP | LAV | QAT | EAU | Points |
| ---- | --------------------- | ---- | ------ | --- | ---- | ---- | ---- | ---- | ---- | ----- | ---- | ---- | ---- | ---- | ---- | -- | --- | --- | --- | --- | --- | --- | --- | --- | --- | ------ |
| 1    | Oscar Piastri         | 2    | 25+7   | 15  | 25   | 25   | 25+7 | 15   | 15   | 25    | 12   | 18   | 18   | 25+7 | 18   |    |     |     |     |     |     |     |     |     |     | 284    |
| 2    | Lando Norris          | 25   | 18+1   | 18  | 15   | 12   | 18+8 | 18   | 25   | 18    | 0*   | 25   | 25   | 18+6 | 25   |    |     |     |     |     |     |     |     |     |     | 275    |
| 3    | Max Verstappen        | 18   | 12+6   | 25  | 8    | 18   | 12   | 25   | 12   | 1     | 18   | Abd. | 10   | 12+8 | 2    |    |     |     |     |     |     |     |     |     |     | 187    |
| 4    | George Russell        | 15   | 15+5   | 10  | 18   | 10   | 15+5 | 6    | 0    | 12    | 25   | 10   | 1    | 10   | 15   |    |     |     |     |     |     |     |     |     |     | 172    |
| 5    | Charles Leclerc       | 4    | Dsq.+4 | 12  | 12   | 15   | 6    | 8    | 18   | 15    | 10   | 15   | 0    | 15+5 | 12   |    |     |     |     |     |     |     |     |     |     | 151    |
| 6    | Lewis Hamilton        | 1    | Dsq.+8 | 6   | 10   | 6    | 4+6  | 12   | 10   | 8     | 8    | 12   | 12   | 6    | 0    |    |     |     |     |     |     |     |     |     |     | 109    |
| 7    | Andrea Kimi Antonelli | 12   | 8+2    | 8   | 0    | 8    | 8+2  | Abd. | 0    | Abd.  | 15   | Abd. | Abd. | 0    | 1    |    |     |     |     |     |     |     |     |     |     | 64     |
| 8    | Alexander Albon       | 10   | 6      | 2   | 0    | 2    | 10   | 10   | 2    | Abd.  | Abd. | Abd. | 4    | 8    | 0    |    |     |     |     |     |     |     |     |     |     | 54     |
| 9    | Nico Hülkenberg       | 6    | 0      | 0   | Dsq. | 0    | 0    | 0    | 0    | 10    | 4    | 2    | 15   | 0    | 0    |    |     |     |     |     |     |     |     |     |     | 37     |
| 10   | Esteban Ocon          | 0    | 10     | 0   | 4    | 0    | 0    | Abd. | 6    | 0     | 2    | 1    | 0    | 0+4  | 0    |    |     |     |     |     |     |     |     |     |     | 27     |
| 11   | Fernando Alonso       | Abd. | Abd.   | 0   | 0    | 0    | 0    | 0    | Abd. | 2     | 6    | 6    | 2    | 0    | 10   |    |     |     |     |     |     |     |     |     |     | 26     |
| 12   | Lance Stroll          | 8    | 2      | 0   | 0    | 0    | 0+4  | 0    | 0    | Forf. | 0    | 0    | 6    | 0    | 6    |    |     |     |     |     |     |     |     |     |     | 26     |
| 13   | Isack Hadjar          | Np.  | 0      | 4   | 0    | 1    | 0    | 2    | 8    | 6     | 0    | 0    | Abd. | 0+1  | 0    |    |     |     |     |     |     |     |     |     |     | 22     |
| 14   | Pierre Gasly          | 0    | Dsq.   | 0   | 6    | Abd. | 0+1  | 0    | Abd. | 4     | 0    | 0    | 8    | 1    | 0    |    |     |     |     |     |     |     |     |     |     | 20     |
| 15   | Liam Lawson           | Abd. | 0      | 0   | 0    | 0    | Abd. | 0    | 4    | 0     | Abd. | 8    | Abd. | 4    | 4    |    |     |     |     |     |     |     |     |     |     | 20     |
| 16   | Carlos Sainz Jr.      | Abd. | 1      | 0   | Abd. | 4    | 2    | 4    | 1    | 0     | 1    | Np.  | 0    | 0+3  | 0    |    |     |     |     |     |     |     |     |     |     | 16     |
| 17   | Gabriel Bortoleto     | Abd. | 0      | 0   | 0    | 0    | Abd. | 0    | 0    | 0     | 0    | 4    | Abd. | 2    | 8    |    |     |     |     |     |     |     |     |     |     | 14     |
| 18   | Yuki Tsunoda          | 0    | 0+3    | 0   | 2    | Abd. | 1+3  | 1    | 0    | 0     | 0    | 0    | 0    | 0    | 0    |    |     |     |     |     |     |     |     |     |     | 10     |
| 19   | Oliver Bearman        | 0    | 4      | 1   | 1    | 0    | Abd. | 0    | 0    | 0     | 0    | 0    | 0    | 0+2  | Abd. |    |     |     |     |     |     |     |     |     |     | 8      |
| 20   | Franco Colapinto      |      |        |     |      |      |      | 0    | 0    | 0     | 0    | 0    | Np.  | 0    | 0    |    |     |     |     |     |     |     |     |     |     | 0      |
| 21   | Jack Doohan           | Abd. | 0      | 0   | 0    | 0    | Abd. |      |      |       |      |      |      |      |      |    |     |     |     |     |     |     |     |     |     | 0      |

### Constructeurs
| Pos. | Constructeurs            | Pilotes | AUS  | CHN    | JPN | BAH  | KSA  | MIA  | EMI  | MON  | ESP   | CAN  | AUT  | GB   | BEL  | HON  | PB | ITA | AZE | SGP | USA | MEX | SÃP | LAV | QAT | EAU | Points |
| ---- | ------------------------ | ------- | ---- | ------ | --- | ---- | ---- | ---- | ---- | ---- | ----- | ---- | ---- | ---- | ---- | ---- | -- | --- | --- | --- | --- | --- | --- | --- | --- | --- | ------ |
| 1    | McLaren- Mercedes        | NOR     | 25   | 18+1   | 18  | 15   | 12   | 18+8 | 18   | 25   | 18    | 0*   | 25   | 25   | 18+6 | 25   |    |     |     |     |     |     |     |     |     |     | 559    |
| 1    | McLaren- Mercedes        | PIA     | 2    | 25+7   | 15  | 25   | 25   | 25+7 | 15   | 15   | 25    | 12   | 18   | 18   | 25+7 | 18   |    |     |     |     |     |     |     |     |     |     | 559    |
| 2    | Ferrari                  | LEC     | 4    | Dsq.+4 | 12  | 12   | 15   | 6    | 8    | 18   | 15    | 10   | 15   | 0    | 15+5 | 12   |    |     |     |     |     |     |     |     |     |     | 260    |
| 2    | Ferrari                  | HAM     | 1    | Dsq.+8 | 6   | 10   | 6    | 4+6  | 12   | 10   | 8     | 8    | 12   | 12   | 6    | 0    |    |     |     |     |     |     |     |     |     |     | 260    |
| 3    | Mercedes                 | ANT     | 12   | 8+2    | 8   | 0    | 8    | 8+2  | Abd. | 0    | Abd.  | 15   | Abd. | Abd. | 0    | 1    |    |     |     |     |     |     |     |     |     |     | 236    |
| 3    | Mercedes                 | RUS     | 15   | 15+5   | 10  | 18   | 10   | 15+5 | 6    | 0    | 12    | 25   | 10   | 1    | 10   | 15   |    |     |     |     |     |     |     |     |     |     | 236    |
| 4    | Red Bull- Honda RBPT     | VER     | 18   | 12+6   | 25  | 8    | 18   | 12   | 25   | 12   | 1     | 18   | Abd. | 10   | 12+8 | 2    |    |     |     |     |     |     |     |     |     |     | 194    |
| 4    | Red Bull- Honda RBPT     | LAW     | Abd. | 0      |     |      |      |      |      |      |       |      |      |      |      |      |    |     |     |     |     |     |     |     |     |     | 194    |
| 4    | Red Bull- Honda RBPT     | TSU     |      |        | 0   | 2    | Abd. | 1+3  | 1    | 0    | 0     | 0    | 0    | 0    | 0    | 0    |    |     |     |     |     |     |     |     |     |     | 194    |
| 5    | Williams- Mercedes       | ALB     | 10   | 6      | 2   | 0    | 2    | 10   | 10   | 2    | Abd.  | Abd. | Abd. | 4    | 8    | 0    |    |     |     |     |     |     |     |     |     |     | 70     |
| 5    | Williams- Mercedes       | SAI     | Abd. | 1      | 0   | Abd. | 4    | 2    | 4    | 1    | 0     | 1    | Np.  | 0    | 0+3  | 0    |    |     |     |     |     |     |     |     |     |     | 70     |
| 6    | Aston Martin- Mercedes   | ALO     | Abd. | Abd.   | 0   | 0    | 0    | 0    | 0    | Abd. | 2     | 6    | 6    | 2    | 0    | 10   |    |     |     |     |     |     |     |     |     |     | 52     |
| 6    | Aston Martin- Mercedes   | STR     | 8    | 2      | 0   | 0    | 0    | 0+4  | 0    | 0    | Forf. | 0    | 0    | 6    | 0    | 6    |    |     |     |     |     |     |     |     |     |     | 52     |
| 7    | Kick Sauber- Ferrari     | BOR     | Abd. | 0      | 0   | 0    | 0    | Abd. | 0    | 0    | 0     | 0    | 4    | Abd. | 2    | 8    |    |     |     |     |     |     |     |     |     |     | 51     |
| 7    | Kick Sauber- Ferrari     | HUL     | 6    | 0      | 0   | Dsq. | 0    | 0    | 0    | 0    | 10    | 4    | 2    | 15   | 0    | 0    |    |     |     |     |     |     |     |     |     |     | 51     |
| 8    | Racing Bulls- Honda RBPT | HAD     | Np.  | 0      | 4   | 0    | 1    | 0    | 2    | 8    | 6     | 0    | 0    | Abd. | 0+1  | 0    |    |     |     |     |     |     |     |     |     |     | 45     |
| 8    | Racing Bulls- Honda RBPT | TSU     | 0    | 0+3    |     |      |      |      |      |      |       |      |      |      |      |      |    |     |     |     |     |     |     |     |     |     | 45     |
| 8    | Racing Bulls- Honda RBPT | LAW     |      |        | 0   | 0    | 0    | Abd. | 0    | 4    | 0     | Abd. | 8    | Abd. | 4    | 4    |    |     |     |     |     |     |     |     |     |     | 45     |
| 9    | Haas- Ferrari            | OCO     | 0    | 10     | 0   | 4    | 0    | 0    | Abd. | 6    | 0     | 2    | 1    | 0    | 0+4  | 0    |    |     |     |     |     |     |     |     |     |     | 35     |
| 9    | Haas- Ferrari            | BEA     | 0    | 4      | 1   | 1    | 0    | Abd. | 0    | 0    | 0     | 0    | 0    | 0    | 0+2  | Abd. |    |     |     |     |     |     |     |     |     |     | 35     |
| 10   | Alpine- Renault          | DOO     | Abd. | 0      | 0   | 0    | 0    | Abd. |      |      |       |      |      |      |      |      |    |     |     |     |     |     |     |     |     |     | 20     |
| 10   | Alpine- Renault          | GAS     | 0    | Dsq.   | 0   | 6    | Abd. | 0+1  | 0    | Abd. | 4     | 0    | 0    | 8    | 1    | 0    |    |     |     |     |     |     |     |     |     |     | 20     |
| 10   | Alpine- Renault          | COL     |      |        |     |      |      |      | 0    | 0    | 0     | 0    | 0    | Np.  | 0    | 0    |    |     |     |     |     |     |     |     |     |     | 20     |